# Stadtbahn Dortmund
Die Stadtbahn Dortmund ist ein zur Stadtbahn Rhein-Ruhr gehörendes Stadtbahnsystem in Dortmund und wird von den Dortmunder Stadtwerken (DSW21) betrieben. Das Netz mit acht Linien hat eine Länge von 75 Kilometern, davon 20,5 Kilometer im Tunnel. Von den 125 Stationen liegen 98 an der Oberfläche und 27 unterirdisch.
Die Stadtbahn ging mit einem 4,1 Kilometer langen Schnellstraßenbahnabschnitt zwischen Kirchderne und Grevel in Betrieb und wurde ab 15. Mai 1976 zunächst mit der Straßenbahnlinie 2 (später 402/406, heute U42) betrieben. Schon lange bevor von einer Stadtbahn die Rede war, wurde am 30. April 1959 die Strecke von der kurzzeitigen Endstelle Markgrafenstraße (Ecke Ruhrallee, eröffnet am 1. November 1957) über Westfalenpark nach Hacheney als kreuzungsfreie Schnellstraßenbahn in Betrieb genommen. Ebenfalls lange vor der Stadtbahneinführung ging 1967 die erste Dortmunder Untergrundstation Westfalenhalle (damals noch ohne Plural-n) in Betrieb, als ursprünglich recht spartanisch gestaltete Straßenbahnhaltestelle. Alle drei Maßnahmen waren noch Bestandteile der Planung eines Ausbaus der Straßenbahn, der sich im Wesentlichen an den oft erst in der Nachkriegszeit entstandenen Achsen der Hauptstraßen orientierte. Die Strecken sollten in der Regel auch in der Innenstadt oberirdisch auf eigenem Gleiskörper in Straßenmitte geführt werden, nur an wenigen Knotenpunkten als Unterpflasterbahn mit einfachem Ausbaustandard, also mit höhengleichen Abzweigungen. Die erste längere Tunnelstrecke ist im Stadtteil Hörde am 27. Mai 1983 in Betrieb gegangen und wurde von den Straßenbahnlinien 401 und 406 bis zur offiziellen Stadtbahneröffnung am 2. Juni 1984 befahren. Danach nahm dort die Stadtbahnlinie U41 den Betrieb auf.
Die Stadtbahn wurde ursprünglich mit 600 V Gleichstrom betrieben. Da sowohl die B-Wagen als auch die NGT8 jedoch für eine Spannung von 750 V ausgelegt sind, wurde die Spannung sukzessive auf 750 V angehoben. Im Dezember 1999 erfolgte die Umstellung auf der Stammstrecke I, im Juni 2002 auf der Stammstrecke II. Da die damals eingesetzten N8C nicht für 750 V ausgelegt waren, konnte die Spannung auf der Stammstrecke III erst 2012 angeglichen werden.

## Übersicht
Das Stadtbahnnetz setzt sich aus drei Stammstrecken zusammen, die sich als Dreieck im Stadtzentrum kreuzen und sich teilweise zu den Vororten verästeln. Die drei Kreuzungsbahnhöfe sind Kampstraße, Reinoldikirche und Stadtgarten. Innerhalb des Bahnhofs Stadtgarten befindet sich auch die Betriebsleitstelle.
Als neueste Stadtbahnstrecke wurde die Ost-West-Strecke fertig gestellt. Sie wird auch als Stammstrecke III bezeichnet. Die Linien U43 und U44 wurden am 27. April 2008 offiziell zum Fahrbetrieb freigegeben. Sie ersetzten die bisherigen Straßenbahnlinien 403 und 404. Auf dieser Strecke fahren auch die neuen Stadtbahnwagen NGT8. Die letzte Fahrt eines N8C mit Fahrgästen fand am 21. Dezember 2011 auf der kleinen U43 zwischen Westentor und Brackel statt.
Das Netz gliedert sich in zwei Teilnetze. Die Äste der Stammstrecken I (Leopoldstraße–Markgrafenstraße) und II (Brunnenstraße–Stadtgarten) sind Hochflur-Stadtbahnstrecken. Dagegen wird die Stammstrecke III mit Mittelflur-Stadtbahnwagen befahren. Sie ähnelt daher eher einer U-Straßenbahn, wird aber im Streckennetz als Stadtbahn geführt (siehe Bezeichnung mit U + 4 als Bereichskennziffer für Dortmund + eine weitere Ziffer).

## Liniennetz
Folgende acht Linien werden an allen Tagen betrieben:
| Linie | Verlauf | Takt                                                       | Haltestellen (U-Bahnhöfe) | Fahrzeugeinsatz (Regulär)                                            |
| ----- | --- | ---------------------------------------------------------- | ------------------------- | -------------------------------------------------------------------- |
| U 41  | Brambauer Verkehrshof1 – Brambauer Krankenhaus – Lünen, Herrentheystraße – Dortmund, Oetringhauser Straße – Brechten Zentrum2 – Wittichstraße – Maienweg – Waldesruh – Grävingholz – Externberg – Amtsstraße – Zeche Minister Stein – Güterstraße – Fredenbaum – Immermannstraße/Klinikzentrum Nord – Lortzingstraße – U Münsterstraße – U Leopoldstraße – U Dortmund Hbf – U Kampstraße – U Stadtgarten – U DO-Stadthaus – U Markgrafenstraße – U Märkische Straße – U Karl-Liebknecht-Straße – U Willem-van-Vloten-Straße – U DO-Hörde, Bahnhof – U Dortmund, Clarenberg3 Diese Linie verkehrt auf der Stammstrecke I                  | 20 min (1–2) 10 min (2–3)                                  | 28 (12)                   | B80C/6 (Doppeltraktion), B80C/8 (Einzelwagen), B80D (Doppeltraktion) |
| U 42  | DO-Grevel – Droote – Scharnhorst Zentrum – Flughafenstraße – Gleiwitzstraße – Kirchderne – Franz-Zimmer-Siedlung – Schulte Rödding – Bauernkamp – An den Teichen – Burgholz – Eisenstraße – Glückaufstraße – U Brunnenstraße – U Brügmannplatz – U Reinoldikirche – U Stadtgarten – U Städtische Kliniken – U DO-Möllerbrücke – U Kreuzstraße – Theodor-Fliedner-Heim – An der Palmweide – Am Beilstück – Barop Parkhaus – Eierkampstraße – Harkortstraße – Hombruch Hallenbad – Dortmund, Grotenbachstraße Diese Linie verkehrt auf der Stammstrecke II                                                                                 | 10 min                                                     | 28 (8)                    | B80C/6 (Doppeltraktion), B80D (Doppeltraktion)                       |
| U 43  | DO-Dorstfeld Betriebshof1 – Wittener Straße – Ottostraße – Ofenstraße – Heinrichstraße – U Unionstraße – U Westentor2 – U Kampstraße – U Reinoldikirche – U Ostentor – Lippestraße – Funkenburg – Von-der-Tann-Straße – Berliner Straße – Am Zehnthof – Juchostraße – Rüschebrinkstraße – Pothecke – Knappschaftskrankenhaus – Oberdorfstraße – Brackel Kirche – Brackel Verwaltungsstelle – In den Börten3 – Döringhoff – Businkstraße – Asseln, Aplerbecker Straße – Am Hagedorn – Ruckebierstraße – Zugstraße – Eichwaldstraße – Bockumweg4 – Wickede Post5 – Dollersweg – DO-Wickede 6 Diese Linie verkehrt auf der Stammstrecke III | 10 min (1–2, 3–4) 3/7 bzw. 4/6 min (2–3) 20 min (4–5, 4–6) | 34 (5)                    | NGT8 (Einzelwagen/Doppeltraktion)                                    |
| U 44  | Dortmund, Walbertstraße/Schulmuseum – DO-Marten Süd – Auf dem Brümmer – Poth – Dorstfeld Betriebshof – Wittener Straße – Ottostraße – Ofenstraße – Heinrichstraße – U Unionstraße – U Westentor2 – U Kampstraße – U Reinoldikirche – Geschwister-Scholl-Straße – Enscheder Straße – Borsigplatz – Vincenzheim – Dortmund, Westfalenhütte Diese Linie verkehrt auf der Stammstrecke III | 10 min                                                     | 19 (4)                    | NGT8 (Einzelwagen)                                                   |
| U 45  | ( Dortmund, Fredenbaum – Immermannstraße/Klinikzentrum Nord – Lortzingstraße – U Münsterstraße – U Leopoldstraße – ) U Dortmund Hbf – U Kampstraße – U Stadtgarten – U DO-Stadthaus – U Markgrafenstraße – U Westfalenpark – Remydamm – U Westfalenhallen Diese Linie verkehrt auf der Stammstrecke I. Während der HVZ wird die Linie bis zur Haltestelle Fredenbaum verlängert. Bei Veranstaltungen wird sie ab dem/bis zum Haltepunkt Stadion eingesetzt; ab Westfalenhallen verkehrt sie weiter als U46 in Richtung Brunnenstraße. | 10 min                                                     | 13 (7)                    | B80C/8 (Einzelwagen)                                                 |
| U 46  | U Dortmund, Brunnenstraße – U Brügmannplatz – U Reinoldikirche – U Stadtgarten – U Saarlandstraße – U Polizeipräsidium – U Dortmund, Westfalenhallen Diese Linie verkehrt auf der Stammstrecke II. Bei Veranstaltungen wird diese Linie ab dem/bis zum Haltepunkt Brügmannplatz eingesetzt; ab Westfalenhallen fahren die Züge weiter auf der Linie U45 in Richtung Fredenbaum. | 10 min                                                     | 7 (7)                     | B80C/8 (Einzelwagen)                                                 |
| U 47  | DO-Westerfilde – Obernette – Buschstraße – Parsevalstraße – Huckarde Bushof – Huckarde Abzweig – Insterburger Straße – Hafen – U Schützenstraße – U Leopoldstraße – U Dortmund Hbf – U Kampstraße – U Stadtgarten – U DO-Stadthaus – U Markgrafenstraße – U Märkische Straße – Kohlgartenstraße – Voßkuhle – Lübkestraße – Max-Eyth-Straße – Stadtkrone Ost – Hauptfriedhof – Allerstraße/Westfälische Klinik für Psychiatrie – Westendorfstraße – Schürbankstraße – DO-Aplerbeck Diese Linie verkehrt auf der Stammstrecke I | 10 min                                                     | 27 (8)                    | B80C/6 (Doppeltraktion), B80C/8 (Einzelwagen)                        |
| U 49  | ( Dortmund, Hafen – U Schützenstraße – U Leopoldstraße – ) U Dortmund Hbf – U Kampstraße – U Stadtgarten – U DO-Stadthaus – U Markgrafenstraße – U Westfalenpark – Rombergpark – DO-Hacheney Diese Linie verkehrt auf der Stammstrecke I. Während der HVZ an Schultagen wird die Linie bis zur Haltestelle Hafen verlängert | 10 min                                                     | 11 (8)                    | B80D (Einzelwagen), B80C/8 (Einzelwagen)                             |

Hinzu kommen folgende zwei Verstärkungslinien, die nur bei Veranstaltungen im Westfalenstadion oder in den Westfalenhallen verkehren:
| Linie | Verlauf | Takt | Haltestellen (U-Bahnhöfe) | Fahrzeugeinsatz                                    |
| ----- | --- | ---- | ------------------------- | -------------------------------------------------- |
| U 45E | ( U Dortmund Hbf – U Kampstraße – U Stadtgarten – U DO-Stadthaus – Markgrafenstraße – U Westfalenpark – Dortmund, Stadion ) Diese Linie verkehrt nur bei Veranstaltungen auf der Stammstrecke I                                         |      | 7 (6)                     | B80C/6 (Doppeltraktion), B80C/6 (Dreifachtraktion) |
| U 46E | ( U Dortmund, Brunnenstraße – U Brügmannplatz – U Reinoldikirche – U Stadtgarten – U Saarlandstraße – U Polizeipräsidium – U Westfalenhallen – Dortmund, Stadion ) Diese Linie verkehrt nur bei Veranstaltungen auf der Stammstrecke II |      | 8 (7)                     | B80C/6 (Doppeltraktion), B80C/6 (Dreifachtraktion) |

Erläuterungen zu den Linientabellen:
- Verlauf der Linie teilweise
  - in Klammern: auf den betreffenden Abschnitten nur zeitweise Betrieb
  - in fetter Schrift: betreffender Abschnitt verläuft im Tunnel und besitzt nur U-Bahnhöfe
- Umsteigemöglichkeiten: Wenn neben dem Haltestellennamen
  -  steht, zum Regionalverkehr
  -  steht, zur S-Bahn
  -  steht, zu (kreuzenden) Stadtbahn-Linien

Takt: Dargestellt ist der Takt montags–samstags tagsüber, etwa zwischen 5 und 20 Uhr. Im Abendverkehr ab etwa 20 Uhr bis etwa 24 Uhr sowie sonntags ganztägig wird auf allen Linien ein 15-Minuten-Takt angeboten (U49 ab ca. 22 Uhr im 30-Minuten-Takt). Von Betriebsbeginn zwischen 3:00 und 4:30 Uhr bis ca. 5 Uhr morgens wird in der Regel im 20-Minuten-Takt gefahren.
An den Haltepunkten Dortmund Stadthaus, Dortmund Möllerbrücke, Dortmund-Westerfilde, Dortmund-Marten Süd, Dortmund-Wickede und Dortmund Hauptbahnhof gibt es Umsteigemöglichkeiten zur S-Bahn Rhein-Ruhr. Der Haltepunkt Hörde liegt in fußläufiger Distanz zum Bahnhof Dortmund-Hörde und bietet Umsteigemöglichkeiten zum Regionalverkehr.
Ebenfalls liegt der Haltepunkt Dortmund-Huckarde Nord unweit der Haltestelle „Huckarde Bushof“, wo eine Umsteigemöglichkeit zur RB43 (Emschertalbahn) besteht. Obwohl sich hier einmal pro Stunde eine alternative Verbindung u. a. nach Marten, Bövinghausen oder Lütgendortmund ergibt, wird in den aktuellen Liniennetzplänen diese Umsteigemöglichkeit nicht kenntlich gemacht.
Innerhalb der Stadtbahn Rhein-Ruhr ist das Dortmunder Netz bislang das engmaschigste. Wie die Liniennetzpläne der Stadtbahn Rhein-Ruhr zeigen, konnte – anders als in anderen Städten wie beispielsweise in Duisburg – der zu großen Teilen mit Landesmitteln finanzierte ursprüngliche Netzausbau bisher weitgehend verwirklicht werden.

### Besonderheiten im Betrieb und Streckennetz
- Von einem im Tunnel liegenden Abzweig zwischen den Haltestellen Hafen und Insterburger Straße (U47) führt seit 1993 eine nicht im Fahrgastverkehr befahrene Betriebsstrecke entlang der OWIIIa zum DSW-Betriebshof Dorstfeld, wo auch ursprünglich die Errichtung eines Verbindungsgleises zur Bahnstrecke 2136 der Deutschen Bundesbahn (später Deutsche Bahn; bedient von der S-Bahn-Linie S2) zwecks Anlieferung von Schienenfahrzeugen und Baustoffen angedacht war. Die Zufahrt von der Haltestelle Dorstfeld Betriebshof (Linien U43 und U44) wird durch die auf den Stammstrecken II und III verkehrenden Wagen genutzt, wobei erstere über ein Verbindungsgleis hinter der Haltestelle Brügmannplatz von der Stammstrecke II auf die Stammstrecke III überführt werden.[8]
- Weiter nördlich kreuzt die Strecke der Linie U47 zwischen Buschstraße und Obernette die Güterumgehungsbahn Dortmund.
- Bis zur Einstellung der verbliebenen Straßenbahnlinien 403 und 404 am 26. April 2008 verkehrten ab 1986 monatlich regelmäßig jeden ersten Samstag historische Fahrzeuge im Dortmunder Straßen- und Stadtbahnnetz, zuletzt auf der 403 zwischen Dorstfeld Betriebshof und Pothecke bzw. In den Börten, in seltenen Fällen auch auf der 404 zur Westfalenhütte. Die Fahrten wurden vom Historischen Verein der Dortmunder Stadtwerke AG als Einsatzfahrten im konventionellen Tarifrahmen des VRR durchgeführt. Mangels Interesse seitens der Dortmunder Stadtwerke AG wurde der Museumsfuhrpark ab 1993 sukzessive aufgelöst und später vom U-Stadtbahnbetrieb abgezogen, so dass ab 1999 bis zur endgültigen Einstellung nur noch ein Museumsbetrieb auf den konventionellen Straßenbahnlinien angeboten werden konnte. Die verbliebenen Fahrzeuge – zuletzt der T3-Wagen 279 (Baujahr 1950) – wurden bis zum 26. April 2008 im Betriebshof Dorstfeld abgestellt und im Frühjahr 2012 als Dauerleihgabe an das Dortmunder Nahverkehrsmuseum veräußert.

## Fahrzeuge

### Ehemalig
| Typ                                       | Breite | Baujahr                   | Fahrzeugnummern                                                                                                 | Bild | Bemerkungen |
| ----------------------------------------- | ------ | ------------------------- | --- | ---- | --- |
| T2 / B2                                   |        | ????–1957                 | 115, 173, 217, 252, 259 (u.v.m.)                                                                                |      | Einige Trieb- und Beiwagen im Dortmunder Nahverkehrsmuseum erhalten Wagen 259 in der DASA |
| T3                                        |        | 1950                      | 279 (u.v.m.) |      | Wagen 279 im Dortmunder Nahverkehrsmuseum erhalten |
| T4 (Triebwagen) / B4 (Beiwagen)           |        | 1953/1958                 | 301, 302, 303 (ab 1986 203), 304 (1981–2015 als Arbeitstriebwagen 904), 305, 306 / 811, 812, 813, 814, 815, 816 |      | Wagen 303 im Blindheimer Straßenbahnmuseum erhalten Wagen 304 im Dortmunder Nahverkehrsmuseum erhalten |
| GT4                                       |        | 1954–1957                 | 411–437 |      | Wagen 431 im Dortmunder Nahverkehrsmuseum erhalten Wagen 435 im Blindheimer Straßenbahnmuseum erhalten |
| GT8                                       | 2,3 m  | 1959–1974                 | 1–91 |      | Wagen 13 und 87 im Dortmunder Nahverkehrsmuseum erhalten Wagen 76 im Kaufhaus The Outlets (Hiroshima) erhalten |
| N8C (Stadtbahnwagen Typ N)                |        | 1978–1982                 | 101–154 |      | 101 nach Unfall 1988 abgestellt; 1996 als Ersatzteilspender ausgeschlachtet und verschrottet 102–106 als Ersatzteilspender 2003–2006 ausgeschlachtet und verschrottet 107–129, 131–141 und 143–154 nach Danzig verkauft 130 nach Brand 2006 verschrottet 142 nach Unfall 1988 abgestellt; 1994–1996 zum Arbeitstriebwagen 902 umgebaut Rekonstruktion von Wagen 101 auf Basis eines Essener M8C im Dortmunder Nahverkehrsmuseum erhalten |
| B100S (Stadtbahnwagen Typ B, ex Bonn)     | 2,65 m | 1973–1974 Umbau 2003–2009 | 7351, 7454, 401–410, 411 (7467)                                                                                 |      | 2007–2009 Einbau neuer elektrischer Schwenkschiebetüren von FTD 7351 (Prototyp Baujahr 1973) und 7454 als Ersatzteilspender 2006 verschrottet Umbau von 7467 zu 411 abgebrochen, 2013 als Ersatzteilspender verschrottet 404 und 406 2022 abgestellt, 2023 als Ersatzteilspender verschrottet 403, 408 und 409 seit 2024 abgestellt, Veräußerung an die Berufsfeuerwehr vorgesehen Restliche Fahrzeuge im Sommer 2024 verschrottet       |
| Schöndorff-Vorkriegsstraßenbahnwagen (T2) |        | 1930                      | 259 |      | Seit 1993 in der DASA als Dauerleihgabe |

### Aktuell

#### Personenfahrzeuge
| Typ                  | Modell                     | Länge   | Breite | Typ        | Baujahr   | Umbau                         | Fahrzeugnummern | Anzahl | Bild | Bemerkungen                                                                    |
| -------------------- | -------------------------- | ------- | ------ | ---------- | --------- | ----------------------------- | --------------- | ------ | ---- | ------------------------------------------------------------------------------ |
| Stadtbahnwagen Typ B | B80C/6 (B6)                | 28,00 m | 2,65 m | Hochflur   | 1986–1993 |                               | 301–343         | 43     |      |                                                                                |
| Stadtbahnwagen Typ B | B80C/8 (B8) (Umbau aus B6) | 38,00 m | 2,65 m | Hochflur   | 1993/1994 | 1996, ab 2018 Prototyp, 2022– | 344–354         | 11     |      | 348 als erstes modernisiertes Fahrzeug im Sommer 2024 in Dortmund eingetroffen |
| Stadtbahnwagen Typ B | B80C/8 (B8)                | 38,00 m | 2,65 m | Hochflur   | 1998/1999 |                               | 355–364         | 10     |      |                                                                                |
| Stadtbahnwagen Typ B | B80D (Vamos)               | 28,00 m | 2,65 m | Hochflur   | 2021–2026 |                               | 365–398         | 34     |      | Seit dem 23. April 2024 im Fahrgastbetrieb                                     |
| Bombardier Flexity   | NGT8                       | 30,04 m | 2,40 m | Niederflur | 2007–2013 |                               | 1–47            | 47     |      | Bedient die Linien U43 und U44                                                 |

Im Dezember 2013 gab die DSW21 bekannt, dass bis zum Jahr 2025 alle Hochflurwagen modernisiert werden sollten. Der Umbau der Stadtbahnwagen sollte frühestens 2021 beginnen, zudem sollten 20 bis 26 neue Hochflurwagen bestellt und die ehemaligen Bonner Triebwagen B100S ausgemustert werden. Im Juni 2015 wurde ein Auftrag für die Lieferung von 24, sowie optional zwei weiteren, neuen Hochflurstadtbahnwagen ausgeschrieben. Dieser wurde im April 2018 an das Unternehmen HeiterBlick vergeben, die Auslieferung der 26 neuen B-Wagen (Typ B80D) begann zum vierten Quartal des Jahres 2022. Zudem sollte die Modernisierung der 64 Bestandsfahrzeuge ab 2024 beginnen, sie werden dabei innerlich und äußerlich den Neubau-Triebwagen angeglichen. Der erste von 26 neuen Stadtbahnwagen war in der Nacht zum 2. Dezember 2022 im Betriebshof Dorstfeld eingetroffen, sodass das Fahrzeug nach erfolgter Zulassung ab Sommer 2023 im Plandienst eingesetzt werden sollte. Anschließend sollte bis voraussichtlich 2025 je Monat jeweils ein neues Fahrzeug nachgeliefert werden. Die Fahrzeuge können den Wagenboden um drei Zentimeter absenken (Kneeling), sodass jederzeit barrierefrei ein- und ausgestiegen werden kann. Im Februar 2024 wurden acht zusätzliche Neufahrzeuge bestellt, die ab 2025 ausgeliefert werden sollen.
Die Modernisierung der Bestandsfahrzeuge soll bis 2031 abgeschlossen werden. Am 22. April 2024 erteilte die Technische Aufsichtsbehörde (TAB) die Zulassung für die Neubaubahnen. Anschließend sollten nach einer am selben Tag durchgeführten Präsentationsfahrt zwischen den Betriebshof in Dorstfeld sowie der Station Stadion ab dem 23. April 2024 zunächst sechs Wagen im Fahrgastbetrieb eingesetzt werden.
Im Juli 2024 wurde mit Wagen 348 das erste modernisierte Fahrzeug ausgeliefert, wobei anschließend eine Typenprüfung durch die TAB vorgesehen ist, deren Dauer mit 15 Monaten angesetzt ist. Die Aufnahme des Fahrgastbetriebs der modernisierten Fahrzeuge ist für die zweite Jahreshälfte 2025 vorgesehen.

#### Arbeitsfahrzeuge
| Typ                        | Baujahr               | Fahrzeugnummern | Bemerkungen                                                                    |
| -------------------------- | --------------------- | --------------- | ------------------------------------------------------------------------------ |
| N6C (Stadtbahnwagen Typ N) | 1980, Umbau 1994–1996 | 902             | Arbeitstriebwagen, Umbau aus N8C 142 nach Unfall im Jahr 1988                  |
| Arbeitsbeiwagen (ex GT8)   | 1985                  | 911             | Schotterselbstentlader, Eigenbau DSW/Künstler aus GT8-Drehgestellen            |
| Arbeitsbeiwagen (Windhoff) | 2007                  | 912             | Schienenschleif- und Spüllore                                                  |
| Arbeitsbeiwagen (ex GT8)   | 1982                  | 917             | Gleistransportlore mit Kranaufbau, Eigenbau DSW/Künstler aus GT8-Drehgestellen |

## Fahrplan
Grundsätzlich fahren die Züge im 10-Minuten-Takt (Brambauer: 20 Min), sonntags und ab dem frühen Abend im 15-Minuten-Takt (Brambauer: 30 Min). Die Linie U43 wird zwischen Westentor und Brackel auf einen 5-Minuten-Takt verdichtet; alle anderen Stadtbahnlinien verkehren nur zu besonderen Anlässen wie z. B. bei Fußballspielen von Borussia Dortmund im 5-Minuten-Takt. An Großveranstaltungen endet der Fahrbetrieb nicht wie üblich zwischen Mitternacht und 1 Uhr, sondern wird im 30-Minuten-Takt bis 3 Uhr verlängert.
| Linie | Takt                                                                               | Verkehrszeiten (werktags) |
| ----- | ---------------------------------------------------------------------------------- | ------------------------- |
| U41   | Brechten: 10 min, abends/sonntags 15 min Brambauer: 20 min, abends/sonntags 30 min | 03:10 – 01:30 (Folgetag)  |
| U42   | 10 min, abends/sonntags 15 min                                                     | 03:50 – 01:06 (Folgetag)  |
| U43   | 5–10 min, abends/sonntags 15 min                                                   | 03:05 – 01:58 (Folgetag)  |
| U44   | 10 min, abends/sonntags 15 min                                                     | 03:45 – 01:06 (Folgetag)  |
| U45   | 10 min, abends/sonntags 15/30 min                                                  | 03:45 – 00:42 (Folgetag)  |
| U46   | 10 min, abends/sonntags 15 min                                                     | 04:27 – 00:49 (Folgetag)  |
| U47   | 10 min, abends/sonntags 15 min                                                     | 03:35 – 01:15 (Folgetag)  |
| U49   | 10 min, morgens zur HVZ 5 min, abends/sonntags 15/30 min                           | 04:20 – 00:10 (Folgetag)  |

Am Hauptbahnhof (Abstellanlage Leopoldstraße) wechseln die ankommenden Züge der U45 zur Linie U49 und umgekehrt. Dies gilt nicht für die Züge, die montags bis freitags in der Hauptverkehrszeit (12–18 Uhr) bis Hafen bzw. Fredenbaum verkehren. Gleiches geschieht an der Haltestelle Westfalenhallen: dort wechseln die ankommenden Züge der Linie U46 auf die Linie U45 und umgekehrt (bei Bedienung der Haltestelle Stadion während Veranstaltungen geschieht dieser Wechsel dort).

### Ehemalige Linienverläufe
Auf historischen Stadtplänen von 1962 und 1972 lassen sich die damaligen Straßenbahn-Linienverläufe verfolgen.
In der folgenden Tabelle werden die ehemaligen Fahrpläne der Dortmunder Straßen- und Stadtbahn seit 1965 aufgeführt.
| Linie | Linienweg |
| --- | --- |
| Linienplan 1965 | |
| 1 | Brambauer – Brechten – Grävingholz – Zeche Min. Stein – Fredenbaum – Burgtor – Kampstr. – Stadttheater – Kronenburg – Westfalendamm – Willem-van-Vloten-Str. – Hörde                                                                                     |
| 2 | Marten – Dorstfeld Bf – Westentor – Kampstr. – Reinoldikirche – Kampstr. – Ostentor – Wambel – Brackel |
| 3 | Lindenhorst – Zeche Minister Stein – Fredenbaum – Kampstr. – Stadttheater – Westfalenhalle – Stadion Rote Erde |
| 4 | Scharnhorst – Westfalenhütte – Borsigplatz – Ostentor – Reinoldikirche – Kampstr. – Stadttheater – Nicolaikirche – Barop – Hombruch |
| 5 | Mengede – Bodelschwingh – Nette – Westerfilde – Huckarde – Hafen – Hauptbf – Reinoldikirche – Kronenburg – Westfalendamm – Willem-van-Vloten-Str. – Hörde                                                                                                |
| 6 | Betriebshof Derne – Kirchderne – Schulte Rödding – Burgholz – Reinoldikirche – Westfalenpark – Hacheney/Tierpark |
| 7 | Hauptbahnhof– Reinoldikirche – Kronenburg – Westfalendamm – Gartenstadt – Rennbahn – Kaserne – Hauptfriedhof – Aplerbeck – Bf. Aplerbeck Süd – Schwerter Wald                                                                                            |
| 9 | Dorstfeld Schleife – Dorstfeld Betriebshof – Westentor – Kampstr. – Reinoldikirche – Ostentor – Wambel – Brackel – Asseln – Betriebshof Wickede |
| 11 | Grävingholz – Zeche Minister Stein – Fredenbaum – Burgtor – Kampstr. – Stadttheater – Kronenburg – Westfalendamm – Willem-van-Vloten-Str. – Hörde |
| 13 | Fredenbaum – Burgtor – Kampstr. – Stadttheater – Neutor – Westfalenpark |
| 14 | Westfalenhütte – Borsigplatz – Reinoldikirche – Kampstr. – Stadttheater – Nicolaikirche – Barop – Hombruch |
| 15 | Westerfilde – Nette – Huckarde – Hafen – Hauptbf – Kampstr. – Stadttheater – Westfalenhalle – Stadion Rote Erde |
| 16 | Schulte Rödding – Burgholz – Reinoldikirche – Kronenburg – Westfalendamm – Hörde |
| 17 | Hauptbahnhof – Reinoldikirche – Kronenburg – Westfalendamm – Gartenstadt – Rennbahn – Kaserne – Hauptfriedhof – Aplerbeck |
| 17 | Lütgendortmund Markt – Bochum-Harpen – Bochum Hauptbahnhof |
| Linienplan 1974 | |
| 1 | Brambauer – Brechten – Grävingholz – Zeche Min. Stein – Fredenbaum – Burgtor – Kampstr. – Stadttheater – Kronenburg – Westfalendamm – Willem-van-Vloten-Str. – Hörde                                                                                     |
| 2 | Schleife Dorstfeld – Dorstfeld Betriebshof – Westentor – Kampstr. – Reinoldikirche – Ostentor – Wambel – Schleife Brackel |
| 3 | Fredenbaum – Kampstr. – Stadttheater – Westfalenhalle – Stadion Rote Erde |
| 4 | Westfalenhütte – Borsigplatz – Reinoldikirche – Kampstr. – Stadttheater – Nicolaikirche – Barop – Hombruch Schleife |
| 5 | Mengede – Bodelschwingh – Nette – Westerfilde – Huckarde – Hafen – Hauptbf – Reinoldikirche – Südbad – Westfalenpark (– Stadion Rote Erde) – Hacheney/Tierpark                                                                                           |
| 6 | Derne – Kirchderne – Schulte Rödding – Burgholz – Reinoldikirche – Kronenburg – Westfalendamm – Willem-van-Vloten-Str. – Hörde |
| 7 | Hauptbahnhof – Kampstr. – Stadttheater – Kronenburg – Westfalendamm (– Rennbahn) – Hauptfriedhof – Landeskrankenhaus – Aplerbeck |
| 9 | Marten – Dorstfeld Bf – Westentor – Kampstr. – Reinoldikirche – Ostentor – Wambel – Brackel – Asseln – Wickede |
| Linienplan 1976 | |
| 1 | Brambauer Verkehrshof – Brechten – Grävingholz – Zeche Min. Stein – Fredenbaum – Burgtor – Hauptbf – Westentor – Kampstr. – Stadttheater – Westfalendamm – Willem-van-Vloten-Str. – Hörde                                                                |
| 2 | Grevel – Scharnhorst Zentrum – Kirchderne – Schulte Rödding – Burgholz – Reinoldikirche – Kampstr. – Stadttheater – Möllerbrücke – Barop – Hombruch Schleife                                                                                             |
| 3 | Fredenbaum – Burgtor – Hauptbf – Westentor – Kampstr. – Stadttheater – Westfalenhallen – Westfalenstadion |
| 4 | Westfalenhütte – Borsigplatz – Reinoldikirche – Kampstr. – Stadttheater – Möllerbrücke – Nicolaikirche |
| 5 | Mengede – Bodelschwingh – Nette – Westerfilde – Huckarde – Hafen – Hauptbf – Burgtor – Reinoldikirche – Südbad – Westfalenpark (– Westfalenstadion) – Hacheney                                                                                           |
| 6 | Kirchderne – Schulte Rödding – Burgholz – Reinoldikirche – Kronenburg – Westfalendamm – Willem-van-Vloten-Str. – Hörde |
| 7 | Hauptbahnhof – Burgtor – Reinoldikirche – Kronenburg – Westfalendamm – Hauptfriedhof – Landeskrankenhaus – Aplerbeck |
| 9 | Marten – Dorstfeld Bf – Westentor – Kampstr. – Reinoldikirche – Ostentor – Wambel – Brackel – Asseln – Wickede |
| Linienplan 1983 (Umstellung auf dreistellige Liniennummern durch Gründung des VRR im Jahr 1980 um doppelte Liniennummen zu vermeiden) | |
| 401 | Brambauer Verkehrshof – Brechten – Grävingholz – Zeche Min. Stein – Fredenbaum – Burgtor – Hauptbf – Westentor – Kampstr. – Stadttheater – Westfalendamm – Hörde Bf – Clarenberg                                                                         |
| 402 | Grevel – Scharnhorst Zentrum – Kirchderne – Schulte Rödding – Burgholz – Reinoldikirche – Kampstr. – Stadttheater – Möllerbrücke – Barop – Hombruch Schleife                                                                                             |
| 403 | Fredenbaum – Burgtor – Hauptbf – Westentor – Kampstr. – Stadttheater – Westfalenhallen – Westfalenstadion |
| 404 | Westfalenhütte – Borsigplatz – Ostentor – Reinoldikirche – Kampstr. – Stadttheater – Möllerbrücke – Nicolaikirche |
| 405 | Mengede – Bodelschwingh – Nette – Westerfilde – Huckarde – Hafen – Hauptbf – Burgtor – Reinoldikirche – Südbad – Westfalenpark (– Westfalenstadion) – Hacheney                                                                                           |
| 406 | Kirchderne – Schulte Rödding – Burgholz – Reinoldikirche – Kronenburg – Westfalendamm – Hörde Bf – Clarenberg |
| 407 | Hauptbahnhof – Burgtor – Reinoldikirche – Kronenburg – Westfalendamm – Hauptfriedhof – Landeskrankenhaus – Aplerbeck |
| 409 | Marten – Dorstfeld Bahnhof – Westentor – Kampstr. – Reinoldikirche – Ostentor – Wambel – Brackel – Asseln – Wickede |
| Linienplan 1984 | |
| U 41 | Brambauer Verkehrshof – Brechten – Grävingholz – Zeche Min. Stein – Fredenbaum – Hauptbf – Kampstr. – Stadtgarten – Stadthaus – Hörde Bf – Clarenberg |
| U 45 | Mengede – Bodelschwingh – Nette – Westerfilde – Huckarde – Hafen – Hauptbf – Kampstr. – Stadtgarten – Stadthaus – Westfalenpark (– Westfalenstadion) – Hacheney                                                                                          |
| U 47 | Huckarde – Hafen – Hauptbf – Kampstr. – Stadtgarten – Stadthaus – Hauptfriedhof – Landeskrankenhaus – Aplerbeck |
| 402 | Grevel – Scharnhorst Zentrum – Kirchderne – Schulte Rödding – Burgholz – Reinoldikirche – Kampstr. – Stadttheater – Möllerbrücke – Barop – Hombruch Schleife                                                                                             |
| 404 | Westfalenhütte – Borsigplatz – Ostentor – Reinoldikirche – Kampstr. – Stadttheater – Möllerbrücke – Nicolaikirche |
| 406 | Grevel – Scharnhorst Zentrum – Kirchderne – Schulte Rödding – Burgholz – Reinoldikirche – Kampstr. – Stadtgarten – Westfalenhalle – Westfalenstadion |
| 409 | Marten – Dorstfeld Bf – Westentor – Kampstr. – Reinoldikirche – Ostentor – Wambel – Brackel – Asseln – Wickede |
| Linienplan 1985 | |
| U 41 | Brambauer Verkehrshof – Brechten – Grävingholz – Zeche Min. Stein – Fredenbaum – Hauptbf – Kampstr. – Stadtgarten – Stadthaus – Hörde Bf – Clarenberg |
| U 45 | Mengede – Bodelschwingh – Nette – Westerfilde – Huckarde – Hafen – Hauptbf – Kampstr. – Stadtgarten – Stadthaus – Westfalenpark (– Westfalenstadion) – Hacheney                                                                                          |
| U 47 | Huckarde – Hafen – Hauptbf – Kampstr. – Stadtgarten – Stadthaus – Hauptfriedhof – Landeskrankenhaus – Aplerbeck |
| 402 | Grevel – Scharnhorst Zentrum – Kirchderne – Schulte Rödding – Burgholz – Ostentor – Reinoldikirche – Kampstr. – Stadttheater – Möllerbrücke – Barop – Hombruch Schleife                                                                                  |
| 403 | Marten – Dorstfeld Bf– Westentor – Kampstr. – Reinoldikirche – Ostentor – Wambel – Brackel – Asseln – Wickede |
| 404 | Westfalenhütte – Borsigplatz – Ostentor – Reinoldikirche – Kampstr. – Stadttheater – Möllerbrücke – Nicolaikirche |
| 406 | Grevel – Scharnhorst Zentrum – Kirchderne – Schulte Rödding – Burgholz – Ostentor – Reinoldikirche – Kampstr. – Stadtgarten – Westfalenhalle – Westfalenstadion                                                                                          |
| Linienplan 1986 | |
| U 41 | Fredenbaum – Hauptbf – Kampstr. – Stadtgarten – Stadthaus – Hörde Bf – Clarenberg |
| U 45 | Mengede – Bodelschwingh – Nette – Westerfilde – Huckarde – Hafen – Hauptbf – Kampstr. – Stadtgarten – Stadthaus – Westfalenpark (– Westfalenstadion) – Hacheney                                                                                          |
| U 47 | Brambauer Verkehrshof – Brechten – Grävingholz – Zeche Min. Stein – Fredenbaum – Hauptbf – Kampstr. – Stadtgarten – Stadthaus – Hauptfriedhof – Landeskrankenhaus – Aplerbeck                                                                            |
| 402 | Grevel – Scharnhorst Zentrum – Kirchderne – Schulte Rödding – Burgholz – Ostentor – Reinoldikirche – Kampstr. – Stadttheater – Möllerbrücke – Barop – Hombruch Schleife                                                                                  |
| 403 | Marten – Dorstfeld Bf – Westentor – Kampstr. – Reinoldikirche – Ostentor – Wambel – Brackel – Asseln – Wickede |
| 404 | Westfalenhütte – Borsigplatz – Ostentor – Reinoldikirche – Kampstr. – Stadttheater – Möllerbrücke – Nicolaikirche |
| 406 | Grevel – Scharnhorst Zentrum – Kirchderne – Schulte Rödding – Burgholz – Ostentor – Reinoldikirche – Kampstr. – Stadtgarten – Westfalenhalle – Westfalenstadion                                                                                          |
| Linienplan 1990 | |
| U 41 | Fredenbaum – Hauptbf – Kampstr. – Stadtgarten – Stadthaus – Hörde Bf – Clarenberg |
| U 45 | Westerfilde – Obernette – Huckarde – Hafen – Hauptbf – Kampstr. – Stadtgarten – Stadthaus – Westfalenpark – Westfalenstadion |
| U 47 | Brambauer Verkehrshof – Brechten – Grävingholz – Zeche Min. Stein – Fredenbaum – Hauptbf – Kampstr. – Stadtgarten – Stadthaus – Hauptfriedhof – Landeskrankenhaus – Aplerbeck                                                                            |
| U 49 | Westerfilde – Huckarde – Hafen – Hauptbf – Kampstr. – Stadtgarten – Stadthaus – Westfalenpark – Hacheney |
| 402 | Grevel – Scharnhorst Zentrum – Kirchderne – Schulte Rödding – Burgholz – Ostentor – Reinoldikirche – Kampstr. – Stadttheater – Möllerbrücke – Barop – Hombruch Schleife                                                                                  |
| 403 | Marten – Dorstfeld Bf – Westentor – Kampstr. – Reinoldikirche – Ostentor – Wambel – Brackel – Asseln – Wickede |
| 404 | Westfalenhütte – Borsigplatz – Ostentor – Reinoldikirche – Kampstr. – Stadttheater – Möllerbrücke – Nicolaikirche |
| 406 | Grevel – Scharnhorst Zentrum – Kirchderne – Schulte Rödding – Burgholz – Ostentor – Reinoldikirche – Kampstr. – Stadtgarten – Westfalenhalle – Westfalenstadion                                                                                          |
| Linienplan 1992 | |
| U 41 | Hauptbahnhof – Kampstr. – Stadtgarten – Stadthaus – Hörde Bf – Clarenberg |
| U 42 | Grevel – Scharnhorst Zentrum – Kirchderne – Schulte Rödding – Burgholz – Reinoldikirche – Stadtgarten |
| U 45 | Brambauer Verkehrshof – Brechten – Grävingholz – Zeche Min. Stein – Fredenbaum – Hauptbf – Kampstr. – Stadtgarten – Stadthaus – Westfalenpark – Westfalenstadion                                                                                         |
| U 47 | Westerfilde – Obernette – Huckarde – Hafen – Hauptbf – Kampstr. – Stadtgarten – Stadthaus – Hauptfriedhof – Landeskrankenhaus – Aplerbeck |
| U 49 | Grävingholz – Zeche Min. Stein – Fredenbaum – Hauptbf – Kampstr. – Stadtgarten – Stadthaus – Westfalenpark – Hacheney |
| 403 | Dorstfeld Schleife – Westentor – Kampstr. – Reinoldikirche – Ostentor – Wambel – Brackel Schleife |
| 404 | Westfalenhütte – Borsigplatz – Ostentor – Reinoldikirche – Kampstr. – Stadttheater – Möllerbrücke – Nicolaikirche |
| 406 | Marten – Dorstfeld Schleife – Westentor – Kampstr. – Stadtgarten – Westfalenhalle – Westfalenstadion |
| 408 | Hombruch Schleife – Barop – Möllerbrücke – Stadtgarten – Kampstr. – Reinoldikirche – Ostentor – Wambel – Brackel – Asseln – Wickede |
| Linienplan 1998 | |
| U 41 | Hauptbahnhof – Kampstr. – Stadtgarten – Stadthaus – Hörde Bf – Clarenberg |
| U 42 | Brunnenstr. – Reinoldikirche – Stadtgarten – Städt. Kliniken |
| U 45 | Brambauer Verkehrshof – Brechten – Grävingholz – Zeche Min. Stein – Fredenbaum – Hbf – Kampstr. – Stadtgarten – Stadthaus – Westfalenpark – Westfalenhallen                                                                                              |
| U 46 | Grevel – Scharnhorst Zentrum – Kirchderne – Schulte Rödding – Burgholz – Reinoldikirche – Stadtgarten – Westfalenhallen |
| U 47 | Westerfilde – Obernette – Huckarde – Hafen – Hauptbahnhof – Kampstr. – Stadtgarten – Stadthaus – Hauptfriedhof – Aplerbeck |
| U 49 | Fredenbaum – Hauptbahnhof – Kampstr. – Stadtgarten – Stadthaus – Westfalenpark – Hacheney |
| 403 | Dorstfeld Betriebshof – Westentor – Kampstr. – Reinoldikirche – Ostentor – Wambel – Brackel – Asseln – Wickede |
| 404 | Marten – Dorstfeld Schleife – Westentor – Kampstr. – Reinoldikirche – Ostentor – Borsigplatz – Westfalenhütte |
| 408 | Hombruch – Barop – Möllerbrücke – Stadtgarten – Kampstr. – Reinoldikirche – Ostentor – Wambel – Brackel – Asseln – Wickede |
| Linienplan 2001 | |
| U 41 | (Westerfilde – Obernette – Huckarde –) Hafen – Hauptbf – Kampstr. – Stadtgarten – Stadthaus – Hörde Bf – Clarenberg |
| U 42 | Brunnenstr. – Reinoldikirche – Stadtgarten – Städt. Kliniken |
| U 45 | (Hafen –) Hauptbahnhof – Kampstr. – Stadtgarten – Stadthaus – Westfalenpark – Westfalenhallen |
| U 46 | Grevel – Scharnhorst Zentrum – Kirchderne – Schulte Rödding – Burgholz – Reinoldikirche – Stadtgarten – Westfalenhallen |
| U 47 | Westerfilde – Obernette – Huckarde – Hafen – Hauptbahnhof – Kampstr. – Stadtgarten – Stadthaus – Hauptfriedhof – Aplerbeck |
| U 49 | Brambauer Verkehrshof – Brechten – Grävingholz – Zeche Min. Stein – Fredenbaum – Hauptbahnhof – Kampstr. – Stadtgarten – Stadthaus – Westfalenpark – Hacheney                                                                                            |
| 403 | Dorstfeld Betriebshof – Westentor – Kampstr. – Reinoldikirche – Ostentor – Wambel – Brackel – Asseln – Wickede |
| 404 | Marten – Dorstfeld Betriebshof – Westentor – Kampstr. – Reinoldikirche – Ostentor – Borsigplatz – Westfalenhütte |
| 408 | Hombruch (Harkortstr.) – Barop – Möllerbrücke – Stadtgarten – Kampstr. – Reinoldikirche – Ostentor – Wambel – Brackel – Asseln – Wickede |
| Linienplan 2002 | |
| U 41 | Hafen – Hauptbahnhof – Kampstr. – Stadtgarten – Stadthaus – Hörde Bf – Clarenberg |
| U 42 | Grevel – Scharnhorst Zentrum – Kirchderne – Schulte Rödding – Burgholz – Reinoldikirche – Stadtgarten – Städt. Kliniken – Möllerbrücke – Barop – Hombruch                                                                                                |
| U 45 | (Hafen –) Hauptbahnhof – Kampstr. – Stadtgarten – Stadthaus – Westfalenpark – Westfalenhallen |
| U 46 | Brunnenstr. – Reinoldikirche – Stadtgarten – Westfalenhallen |
| U 47 | Westerfilde – Obernette – Huckarde – Hafen – Hauptbf – Kampstr. – Stadtgarten – Stadthaus – Hauptfriedhof – Aplerbeck |
| U 49 | Brambauer Verkehrshof – Brechten – Grävingholz – Zeche Min. Stein – Fredenbaum – Hauptbf – Kampstr. – Stadtgarten – Stadthaus – Westfalenpark – Hacheney                                                                                                 |
| 403 | Dorstfeld Betriebshof – Westentor – Kampstr. – Reinoldikirche – Ostentor – Wambel – Brackel – Asseln – Wickede |
| 404 | Marten – Dorstfeld Betriebshof – Westentor – Kampstr. – Reinoldikirche – Ostentor – Borsigplatz – Westfalenhütte |
| Linienplan 2005 | |
| U 41 | Brambauer Verkehrshof – Brechten – Grävingholz – Zeche Min. Stein – Fredenbaum – Hauptbahnhof – Kampstr. – Stadtgarten – Stadthaus – Hörde Bf – Clarenberg                                                                                               |
| U 42 | Grevel – Scharnhorst Zentrum – Kirchderne – Schulte Rödding – Burgholz – Reinoldikirche – Stadtgarten – Städt. Kliniken – Möllerbrücke – Barop – Hombruch                                                                                                |
| U 45 | Hauptbahnhof – Kampstr. – Stadtgarten – Stadthaus – Westfalenpark – Westfalenhallen |
| U 46 | Brunnenstr. – Reinoldikirche – Stadtgarten – Westfalenhallen |
| U 47 | Westerfilde – Obernette – Huckarde – Hafen – Hauptbahnhof – Kampstr. – Stadtgarten – Stadthaus – Hauptfriedhof – Aplerbeck |
| U 49 | (Hafen –) Hauptbahnhof – Kampstr. – Stadtgarten – Stadthaus – Westfalenpark – Hacheney |
| 403 | Dorstfeld Betriebshof – Westentor – Kampstr. – Reinoldikirche – Ostentor – Wambel – Brackel – Asseln – Wickede |
| 404 | Marten – Dorstfeld Betriebshof – Westentor – Kampstr. – Reinoldikirche – Ostentor – Borsigplatz – Westfalenhütte |
| Linienplan seit 2008 | |
| U 41 | Brambauer Verkehrshof – Brechten Zentrum – Grävingholz – Zeche Min. Stein – Fredenbaum – Hauptbahnhof – Kampstr. – Stadtgarten – Stadthaus – Hörde Bf – Hörde, Clarenberg                                                                                |
| U 42 | Grevel – Scharnhorst Zentrum – Kirchderne – Schulte Rödding – Burgholz – Reinoldikirche – Stadtgarten – Städt. Kliniken – Möllerbrücke – Barop – Hombruch, Grotenbachstraße                                                                              |
| U 43 | Dorstfeld Betriebshof – Westentor – Kampstr. – Reinoldikirche – Ostentor – Wambel – Brackel – Asseln – Wickede Post / (nur jede 2. Bahn) – Wickede Bahnhof * Westentor – Kampstr. – Reinoldikirche – Ostentor – Körne – Wambel – Brackel (In den Börten) |
| U 44 | Marten, Walbertstraße/Schulmuseum – Dorstfeld Betriebshof – Westentor – Kampstr. – Reinoldikirche – Borsigplatz – Westfalenhütte |
| U 45 | (Fredenbaum –) Hauptbahnhof – Kampstr. – Stadtgarten – Stadthaus – Westfalenpark – Westfalenhallen |
| U 46 | Brunnenstr. – Reinoldikirche – Stadtgarten – Westfalenhallen |
| U 47 | Westerfilde – Obernette – Huckarde – Hafen – Hauptbahnhof – Kampstr. – Stadtgarten – Stadthaus – Hauptfriedhof – Aplerbeck |
| U 49 | (Hafen –) Hauptbahnhof – Kampstr. – Stadtgarten – Stadthaus – Westfalenpark – Hacheney |
| - Die „kleine U43“ wird nur werktags bedient. - An Sonn- und Feiertagen befährt die U43 mit einigen Ausnahmen (z. B. Ein- und Ausrückfahrten resp. Kurswechsel) tagsüber nur den Abschnitt Wickede Bahnhof – Westentor. Der Abschnitt Westentor – Dorstfeld Betriebshof wird an diesen Tagen von der U44 bedient. | |

## Stadtbahnstrecken in Planung

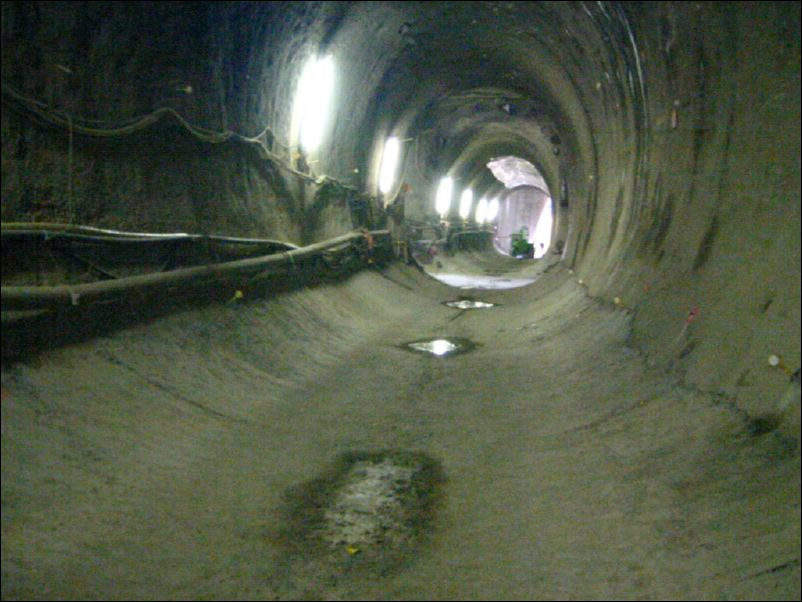
Tunnelröhre der Ost-West-Strecke zwischen Reinoldikirche und Ostentor während der Bauphase

Nachdem das 1982 aufgestellte und 1991 fortgeschriebene Betriebskonzept der Stadtbahn Dortmund mit Fertigstellung der Ost-West-Strecke nahezu vollständig umgesetzt wurde, fasste der Rat der Stadt Dortmund am 14. Februar 2008 den Beschluss über ein Stadtbahnentwicklungskonzept, das die Prioritäten für den künftigen Ausbau vorgibt und das aus einer Untersuchung von 24 Maßnahmenvorschlägen hervorgegangen ist.
0
Priorität 1 (so genannter Korb 1) umfasst dabei alle in Bau oder Vorbereitung befindlichen Maßnahmen:
- auf der Ost-West-Strecke einschließlich der Strecke zur Westfalenhütte (Linien U43/U44)
  - Fertigstellung der Tunnelabschnitte (im April 2008 erfolgt)
  - Anpassung der oberirdischen Abschnitte der Ost-West-Strecke an den mittelflurigen Stadtbahnwagen (bis 2010)
  - Ausbau des Abschnittes in Asseln auf zwei Gleise (2009 erfolgt)
  - Ertüchtigung der Fahrstromversorgung
- auf den Hochflur-Stadtbahnstrecken
  - Aufzugsnachrüstungen in den U-Bahnhöfen Leopoldstraße (2011 erfolgt), Münsterstraße, Märkische Straße und Rombergpark[23][24]
  - barrierefreier Ausbau der Haltestellen Kirchderne, Flughafenstraße und Droote (Linie U42 – erfolgt)
  - Umbau und Erweiterung des U-Bahnhofs Hauptbahnhof (Verbreiterung der Seitenbahnsteige, neuer Zugang – Baubeginn Herbst 2014)[25]
  - zweigleisiger Ausbau zwischen Bushof und Abzweig in Huckarde einschließlich barrierefreiem Ausbau der Haltestelle Abzweig (Linie U47)
- im Zuge des Umbaus der Bundesstraße 1 zur Bundesautobahn 40 (Linie U47 Richtung Aplerbeck)
  - niveaufreie Unterfahrung der Straßenfahrbahn Richtung Osten zur Marsbruchstraße (seit 14. November 2016 im Liniendienst befahren, danach noch Restarbeiten)[26]
  - Umbau der Haltestellen Kohlgartenstraße, Max-Eyth-Straße, Stadtkrone Ost und Voßkuhle

Priorität 2 (Korb 2) umfasst Maßnahmen im Bestandsnetz so wie Streckenergänzungen mit positivem Nutzen-Kosten-Verhältnis und günstigen Folgekosten:
- städtebaulich integrierter, barrierefreier Ausbau der Rheinischen Straße im Zuge der Weststrecke (Linien U43/U44, im Anschluss an die Tunnelrampe Heinrichstraße)
- barrierefreier Ausbau der Ost-West-Strecke und der Strecke zur Westfalenhütte

Priorität 3 (Korb 3) umfasst strategische Maßnahmen, für die eine Trassensicherung erfolgen soll:
- Verlängerung der Linie U49 von Hacheney nach Wellinghofen/Godekinstraße
- Verlegung der Strecke zwischen Borsigplatz und Rampe Weißenburger Straße (Linie U44) in die Weißenburger Straße
- niveaufreier Ausbau der Kreuzung Eisenbahn/Stadtbahn in Obernette (Linie U47)
- Abzweig der Linie U47 von der Haltestelle Huckarde Abzweig nach Kirchlinde Schulzentrum (Nutzen-Kosten-Faktor 1,2 – jedoch jährliche Folgekosten von über 3 Millionen Euro)

Mit dem Stadtbahnentwicklungskonzept wurden die folgenden Maßnahmenvorschläge verworfen:
- weitere Verlängerung der Erschließung Phoenix-West (s. o.) nach Berghofen
- Verlängerung der Linie U42 von Grevel nach Lanstrop (Nutzen-Kosten-Faktor 1,13 – jedoch städtebaulich derzeit mit dem Dorfentwicklungsplan Grevel nicht vereinbar)
- Verlängerung der Linie U47 in Aplerbeck
- Abzweig der Linie U43 nach Wickede Dollersweg
- Abzweig von der Linie U43 an der Haltestelle Am Zehnthof mit Führung auf der Trasse der ehemaligen Dortmunder Eisenbahn über Haltestelle Lübkestraße nach Neu-Schüren Markscheiderstraße (als Linie U48 bezeichnet)
- Abzweig von der Linie U43 in die Wittener Straße und Führung zur Planetenfeldstraße oder dem Technologiepark (Verknüpfung mit Linie S1)
- Verlängerung der Linie U46 von Westfalenhallen nach Löttringhausen in Parallellage zur Regionalbahnstrecke nach Hagen
- Verbindungskurve vom Nordkopf des U-Bahnhofs Reinoldikirche (unten) zum Nordkopf des U-Bahnhofs Hauptbahnhof zur Verlegung des nördlichen Endpunktes der Linie U46 von der Brunnenstraße zum Hauptbahnhof
- Abzweig der Linie U47 von Hauptfriedhof über Flughafen zum Bahnhof Holzwickede (Trassensicherung für eine mögliche Zukunftsoption)
- Erschließung der Entwicklungsfläche Phoenix-West durch U45 oder U46
- Verlängerung der Linie U41 von Clarenberg nach Overgünne (Nutzen-Kosten-Faktor 1,3 – bedarf einer weiteren Qualifizierung)

### Maßnahmen nach dem Stadtbahnentwicklungskonzept
Im Dezember 2012 gab das Dortmunder Tiefbauamt bekannt, welche künftigen Baumaßnahmen für die Dortmunder Stadtbahn erfolgen. Hierbei wurde, wie 2008 beim Stadtbahnentwicklungskonzept, in drei Prioritätenkorbe unterteilt.
Priorität 1 (sogenannter Korb 1) umfasst dabei alle in Bau oder Vorbereitung befindlichen Maßnahmen:
- auf der Ost-West-Strecke einschließlich der Strecke zur Westfalenhütte (Linien U43/U44)
  - Ertüchtigung der Fahrstromversorgung
- auf den Hochflur-Stadtbahnstrecken
  - Aufzugsnachrüstungen in den U-Bahnhöfen Münsterstraße, Märkische Straße und Rombergpark
  - barrierefreier Ausbau der Haltestellen Kirchderne, Flughafenstraße und Droote (Linie U42 – erfolgt)
  - Umbau und Erweiterung des U-Bahnhofs Hauptbahnhof (Verbreiterung der Seitenbahnsteige, neuer Zugang – seit Herbst 2014 in Bau, Fertigstellung unbekannt)
  - zweigleisiger Ausbau zwischen Bushof und Abzweig in Huckarde einschließlich barrierefreiem Ausbau der Haltestelle Abzweig (Linie U47)
- im Zuge des Umbaus der Bundesstraße 1 zur Bundesautobahn 40 (Linie U47 Richtung Aplerbeck)
  - niveaufreie Unterfahrung der Straßenfahrbahn Richtung Osten zur Marsbruchstraße (am 14. November 2016 fertiggestellt und eröffnet)[26]
  - Umbau der Haltestellen Kohlgartenstraße, Max-Eyth-Straße, Stadtkrone Ost und Voßkuhle, mit Rückbau Westfalendamm

Priorität 2 (Korb 2) umfasst Maßnahmen im Bestandsnetz so wie Streckenergänzungen mit positivem Nutzen-Kosten-Verhältnis und günstigen Folgekosten:
- städtebaulich integrierter, barrierefreier Ausbau der Rheinischen Straße im Zuge der Weststrecke (Linien U43/U44, im Anschluss an die Tunnelrampe Heinrichstraße)
- barrierefreier Ausbau der Ost-West-Strecke und der Strecke zur Westfalenhütte
- Verlängerung der Linie U41 von Clarenberg nach Overgünne
- Verlängerung der Linie U49 von Hacheney nach Wellinghofen

Priorität 3 (Korb 3) umfasst strategische Maßnahmen, für die eine Trassensicherung erfolgen soll:
- Verlegung der Strecke zwischen Borsigplatz und Rampe Weißenburger Straße (Linie U44) in die Weißenburger Straße
- Verlängerung der Linie U44 in das Gebiet der Westfalenhütte
- Abzweig der Linie U47 von der Haltestelle Huckarde Abzweig nach Kirchlinde Schulzentrum
- Erschließung der Entwicklungsfläche Phoenix West
- Anbindung des Dortmunder Flughafens
- Kreuzungsmaßnahme der DB-Güterstrecke in Obernette auf der Linie der U47

### Sachstandsbericht zum Stadtbahnentwicklungskonzept
Im Februar 2021 gab es erstmals einen aktuellen Sachstandsbericht zum Stadtbahnentwicklungskonzept, welcher weiterhin Ausbaumaßnahmen aus dem vorherigen enthält:
- Verlängerung der Linie U44 in das Gebiet der Westfalenhütte bis zur geplanten Endstelle Warmbreitbandstraße (Baubeginn vsl. 2025/26)
- Verlängerung der Linie U41 von Clarenberg nach Overgünne (ohne Zeitrahmen)
- Verlängerung der Linie U49 von Hacheney nach Wellinghofen (ohne Zeitrahmen)
- Abzweig der Linie U47 von der Haltestelle Huckarde Abzweig nach Kirchlinde Schulzentrum (ohne Zeitrahmen)
- Erschließung der Entwicklungsfläche Phoenix-West (U45)
- Strecke zum Borsigplatz via abknickende Weißenburger Str. (U44)
- Anbindung des Dortmunder Flughafens

Darüber hinaus sind weitere neue Maßnahmen enthalten:
- Anbindung des Wissenschafts-Campus an die Stadtbahnlinie U42, Abzweig an der Haltestelle Am Beilstück zur Universität
- Anbindung des neuen Stadtquartiers Smart Rhino, Verlängerung der H-Bahn bis zum Hafen bzw. Hbf; evtl. Anbindung durch einen Abzweig nach der Haltestelle Heinrichstraße oder dem Bahnhof Unionstraße aus der Stadtbahnstrecke der U43/44
- Verlängerung der Linie U44 von Marten bis zum S-Bahn-Haltepunkt Germania
- Verlängerung der Linie U47 von Westerfilde bis zum Autobahndreieck Dortmund-Bodelschwingh mit einer P+R Verknüpfung
- Beseitigung Gleiskreuzung Obernette / Erschließung Energie-Campus; Verschwenkung der Stadtbahntrasse unter die vorhandene Eisenbahnbrücke über die L609, dabei Bau einer neuen Haltestelle „Energiecampus“ südlich der DB-Strecke (mögliche Fertigstellung bis zur IGA 2027)

## Planung einer Zweisystemstadtbahn
Nachdem Anfang der 1990er Jahre in Karlsruhe eine Zweisystem-Stadtbahn nach dem Karlsruher Modell eingeführt wurde, kamen auch in Dortmund Überlegungen für mehrere Regional-Stadtbahnlinien nach diesem Prinzip auf. Eine Linie sollte auf der Strecke der Volmetalbahn verkehren und in den Städten Dortmund, Hagen und Lüdenscheid durch Nutzung von Stadtbahnstrecken die Innenstädte besser erschließen. Die Planungen für eine solche Linie wurden trotz des hohen verkehrlichen Nutzens auf Grund der Kosten verworfen. Ebenfalls existieren Planungen zur Anbindung der Stadt Bergkamen, die heute nicht vom Schienenpersonennahverkehr bedient wird. Im Rahmen einer technischen Voruntersuchung wurden für diese Linie verschiedene Varianten untersucht, darunter eine Verlängerung der U42 auf eigenen Stadtbahngleisen bis Bergkamen oder eine Führung über die Strecke der Deutschen Bahn zum Dortmunder Hauptbahnhof. Innerhalb Bergkamens existieren insgesamt fünf Varianten für die Streckenführung. Ab Bergkamen ist für diese Linie eine Weiterführung nach Hamm angedacht. Aufgrund der Kosten von mehr als 120 Millionen Euro liegen die Planungen seit mehreren Jahren auf Eis.

## Bildergalerie

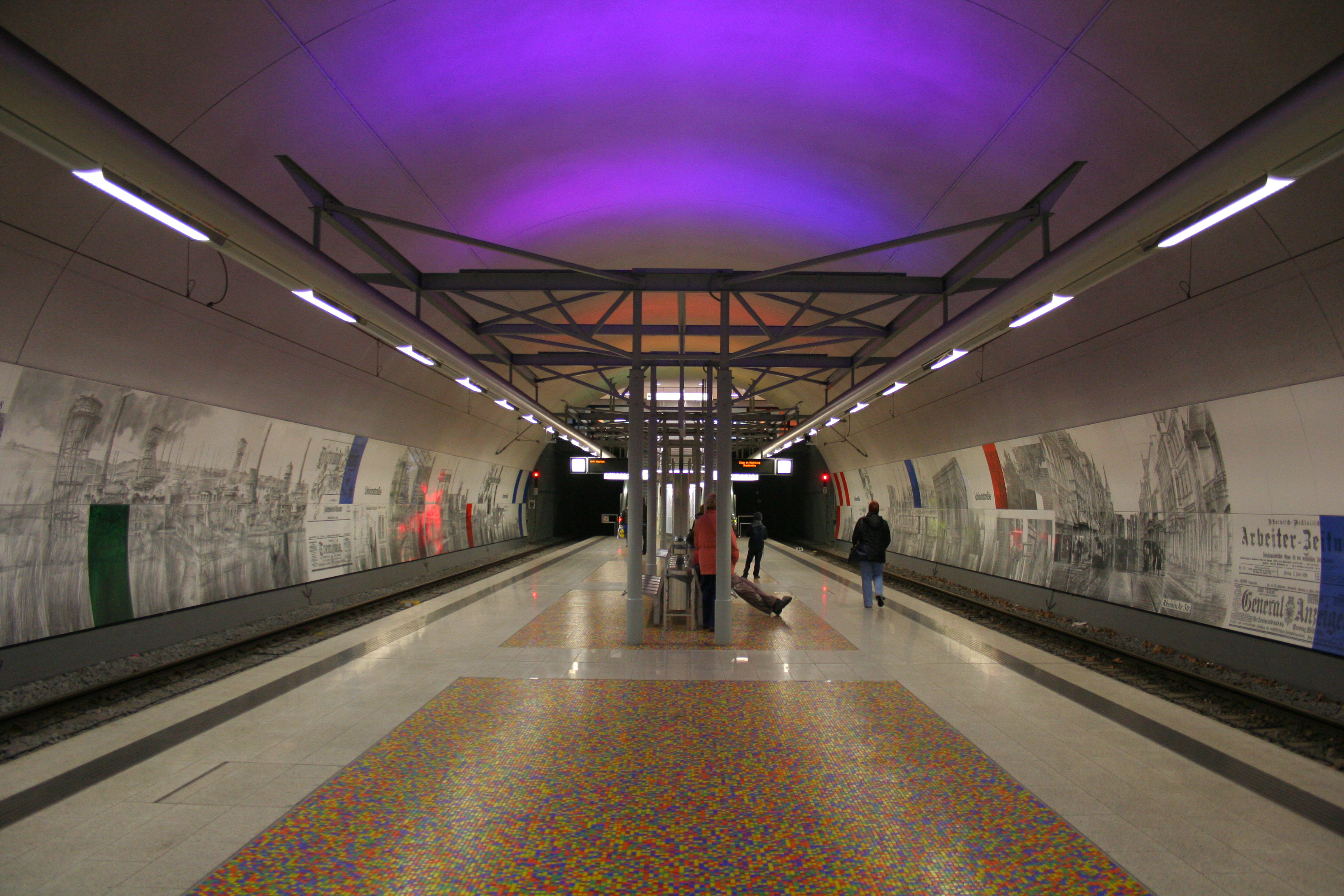
Stadtbahn-Station Unionstraße
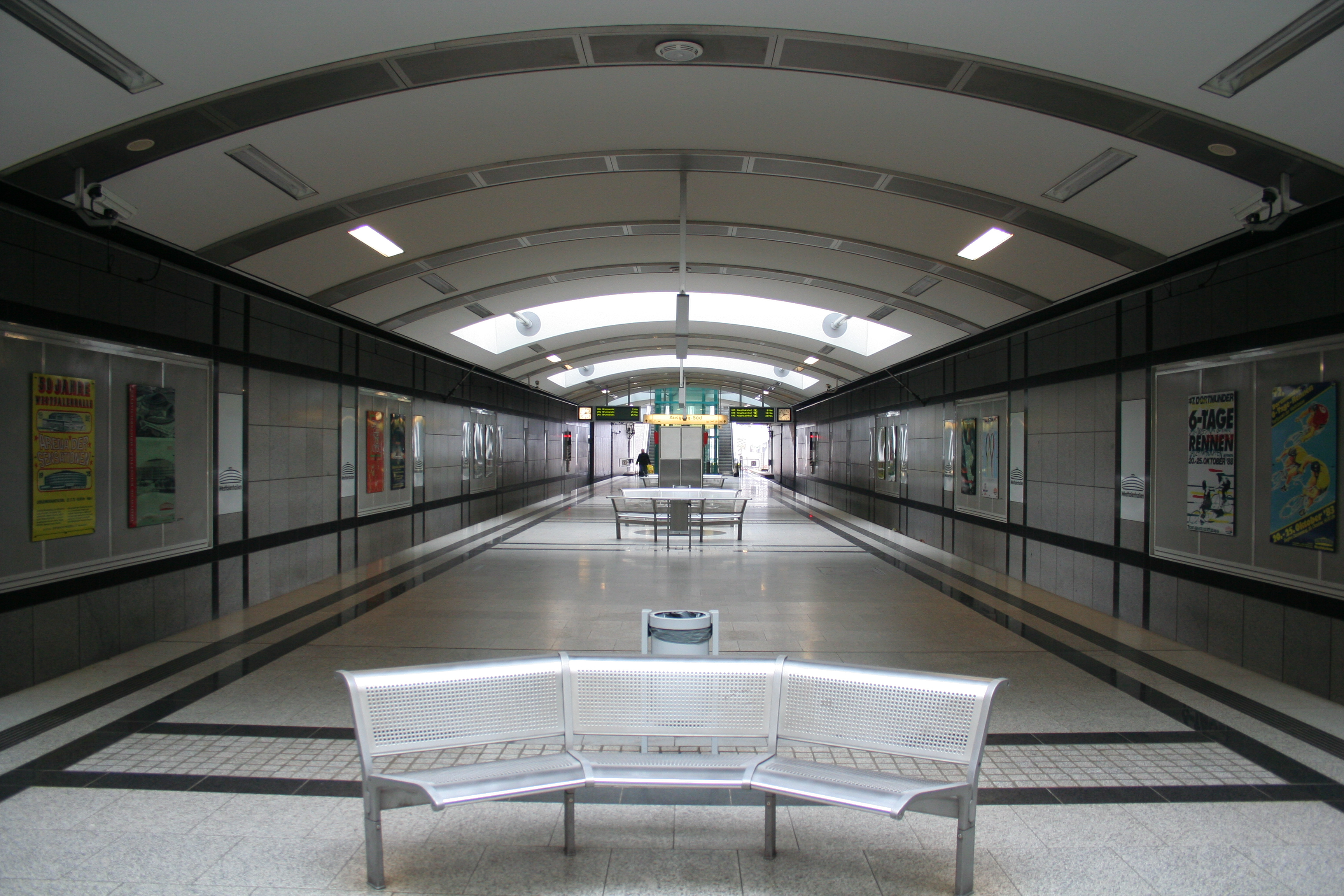
Stadtbahn-Station Westfalenhallen
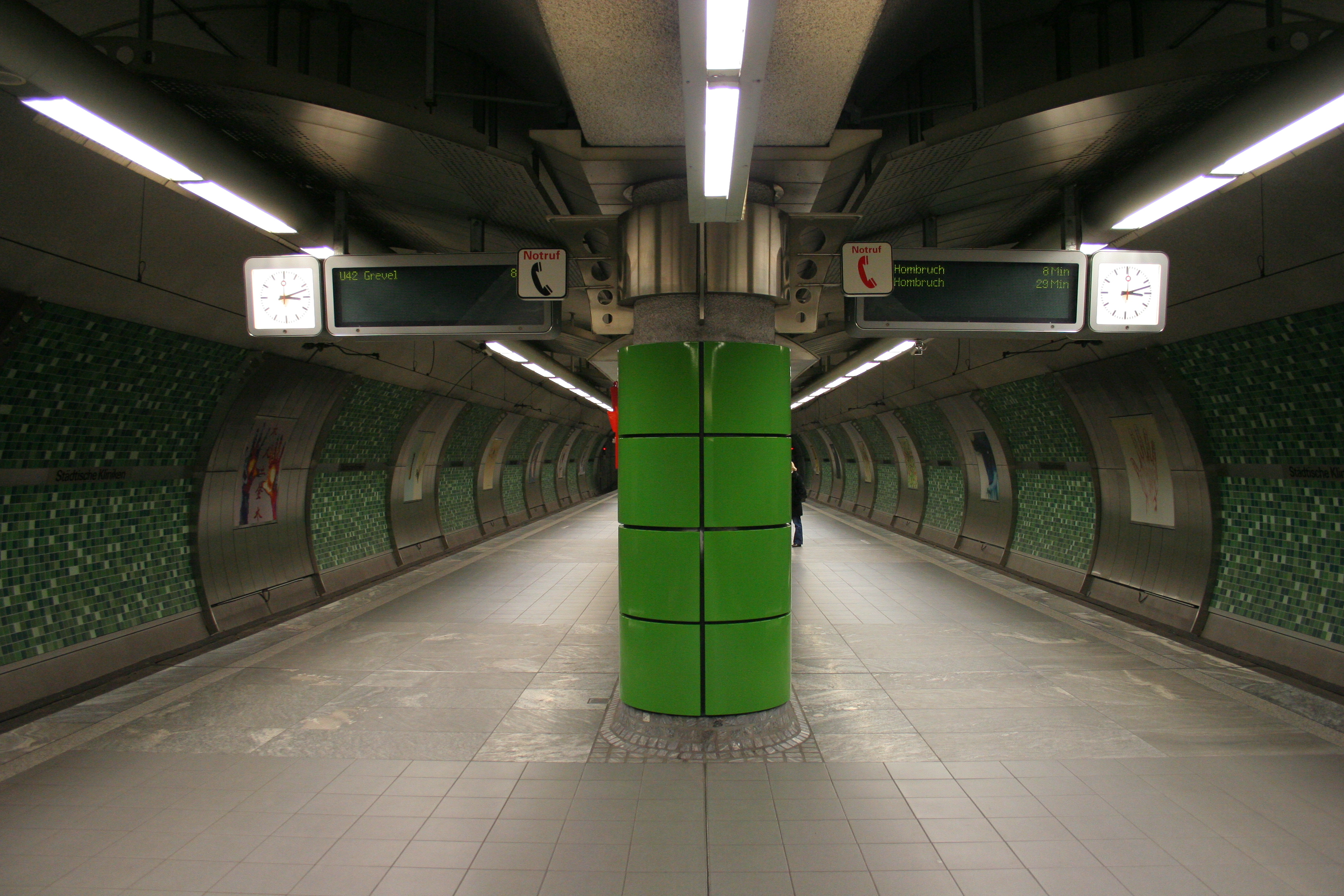
Stadtbahn-Station Städtische Kliniken
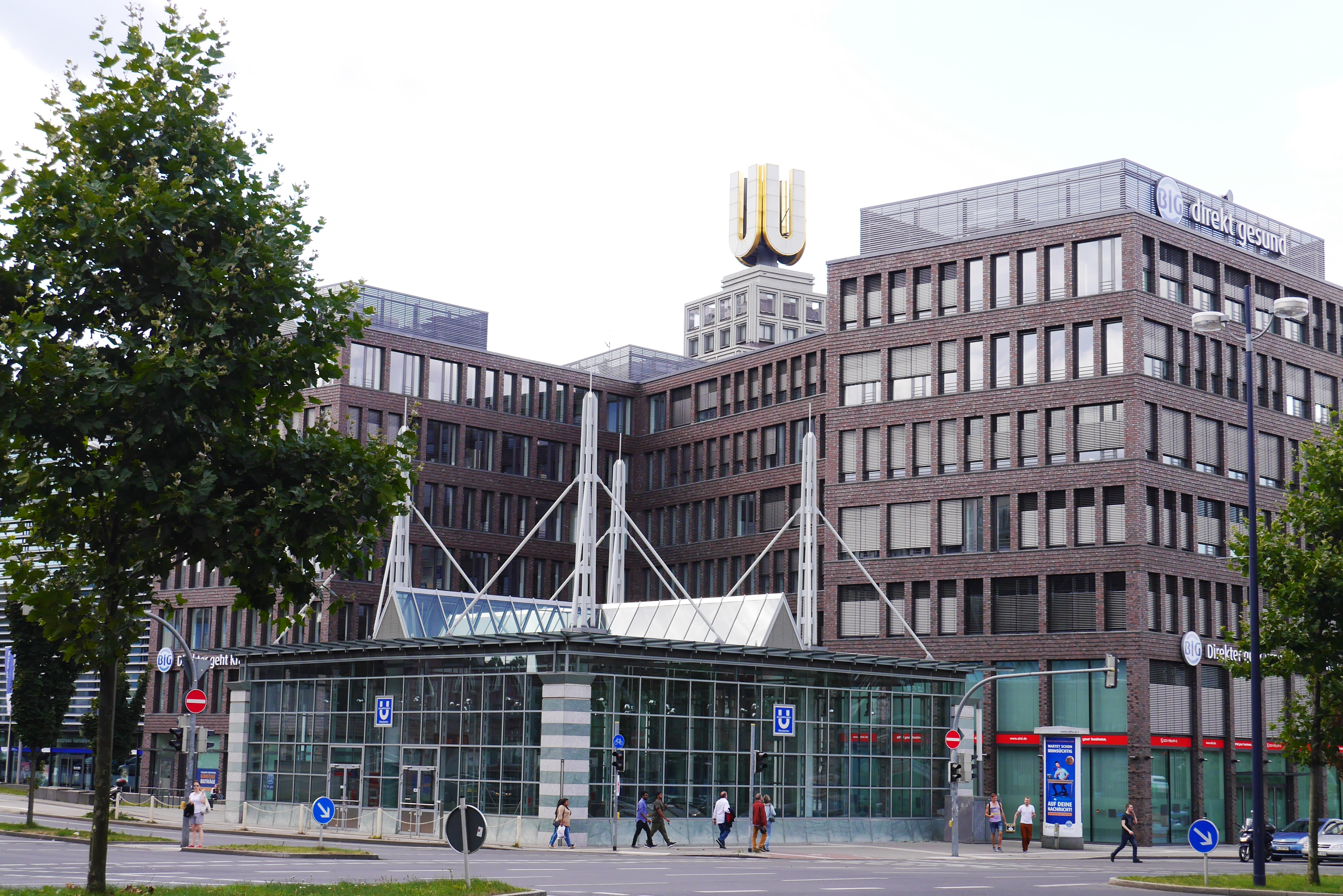
Stadtbahn-Station Westentor
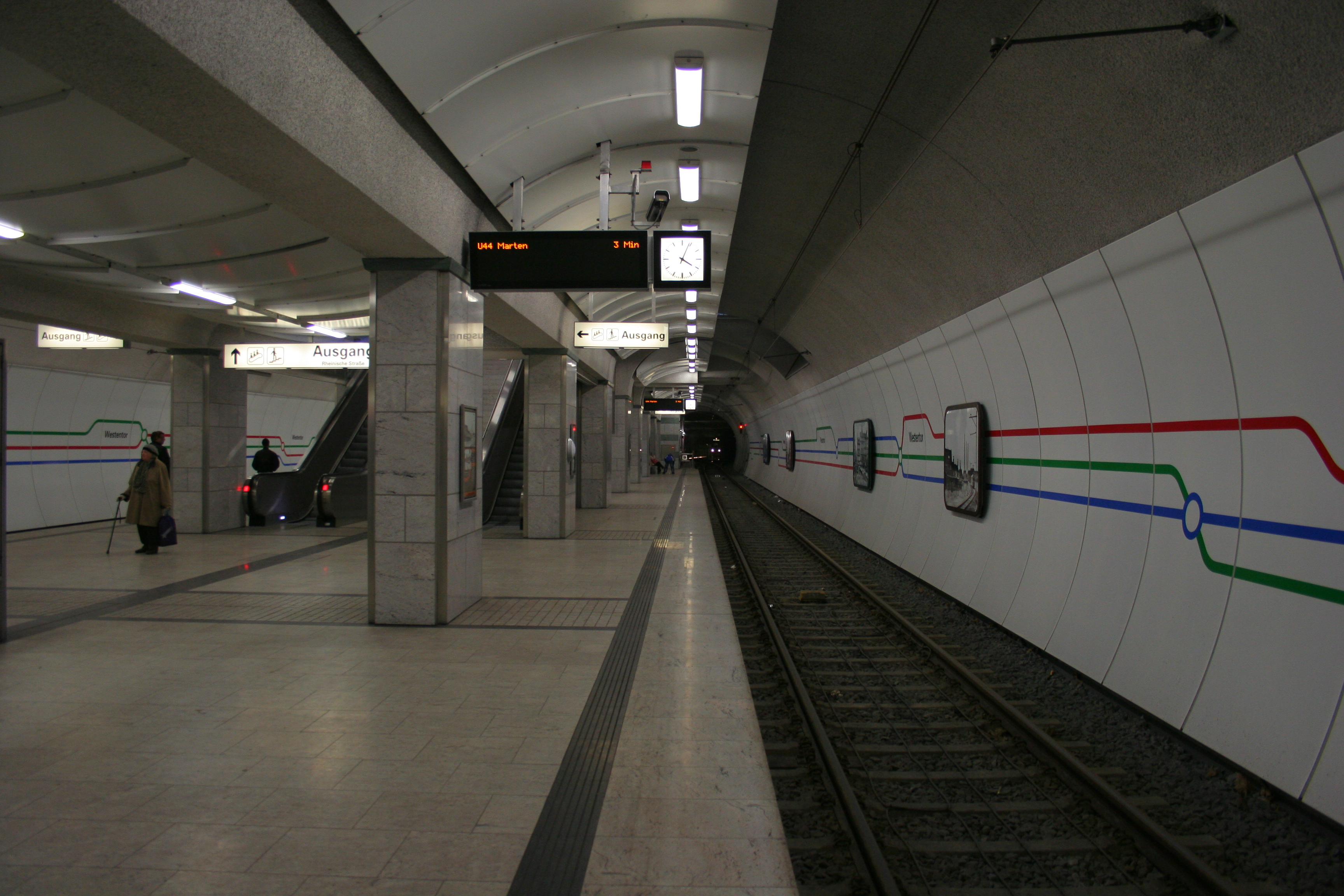
Stadtbahn-Station Westentor
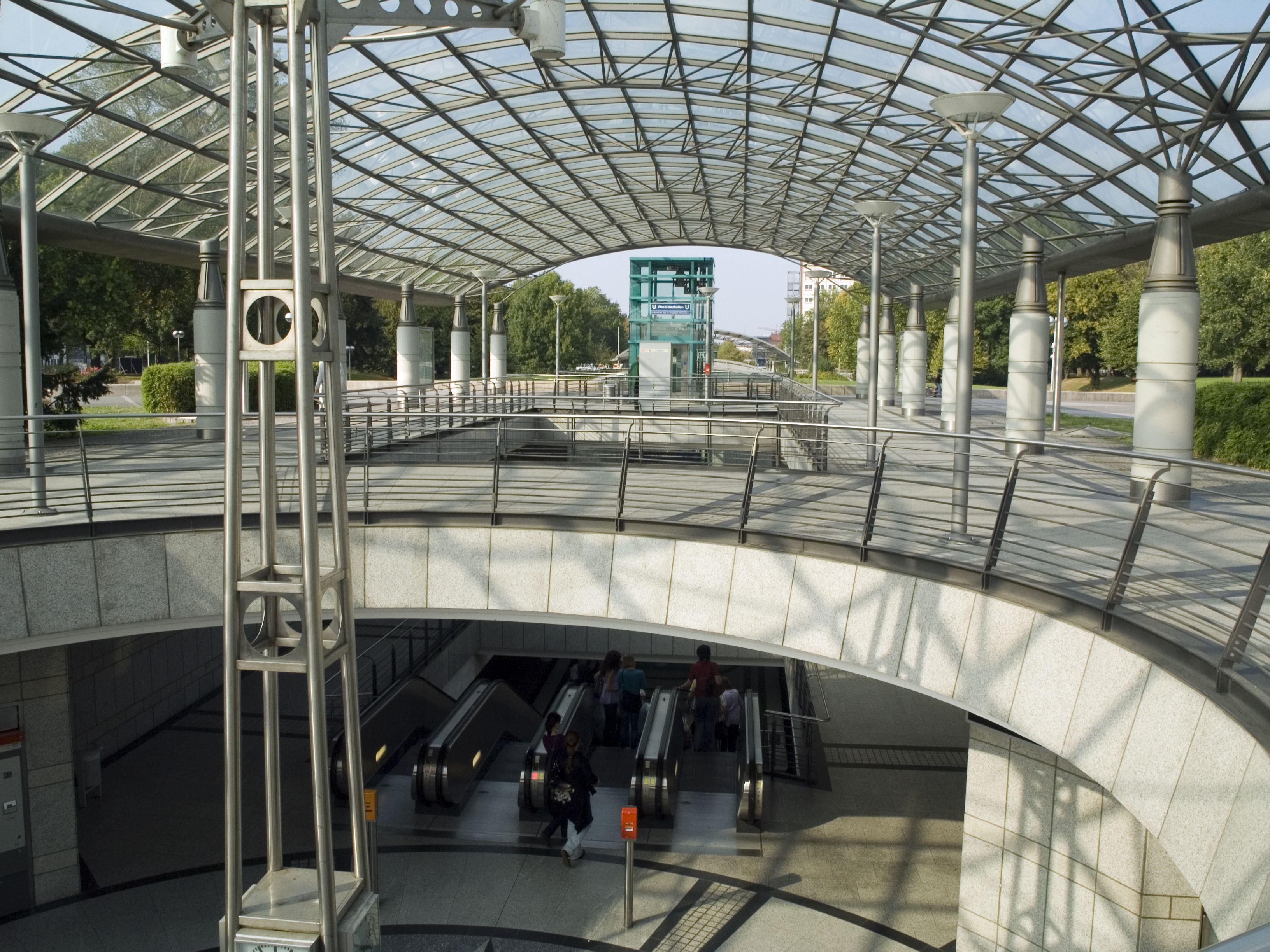
Zugang zur Stadtbahn-Station Westfalenhallen
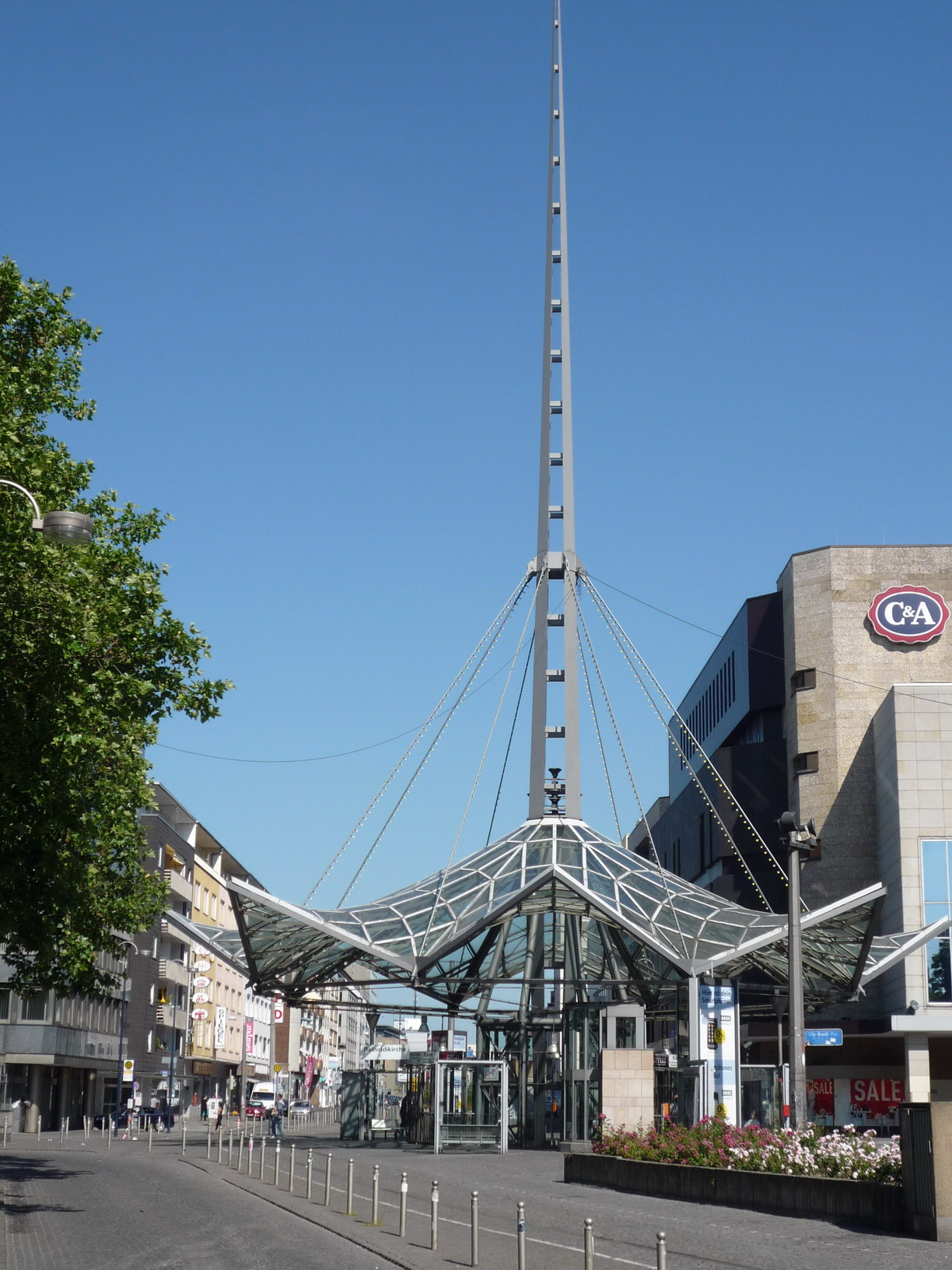
Zugang zur Stadtbahn-Station Reinoldikirche
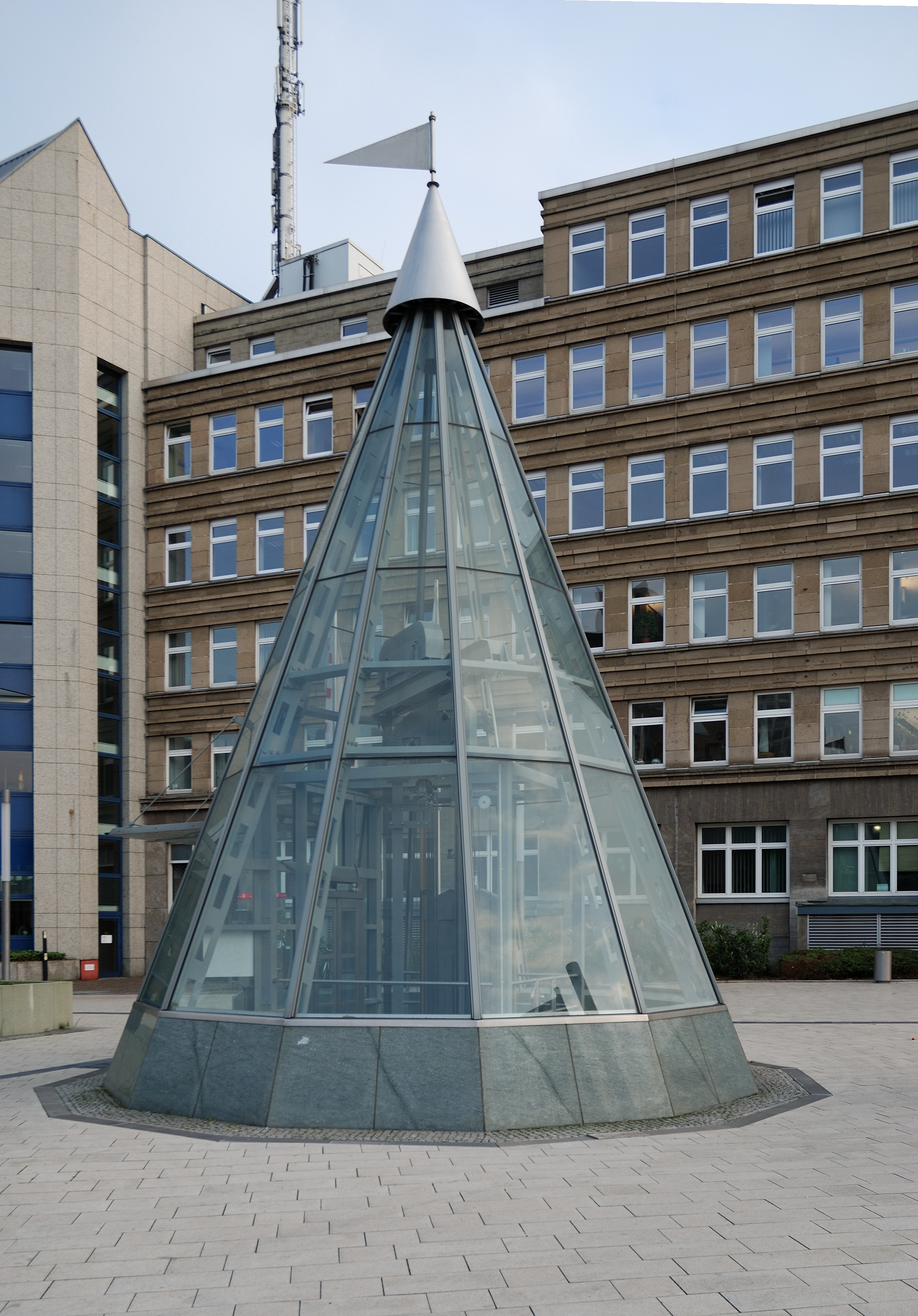
Aufzug zur Stadtbahn-Station Westentor
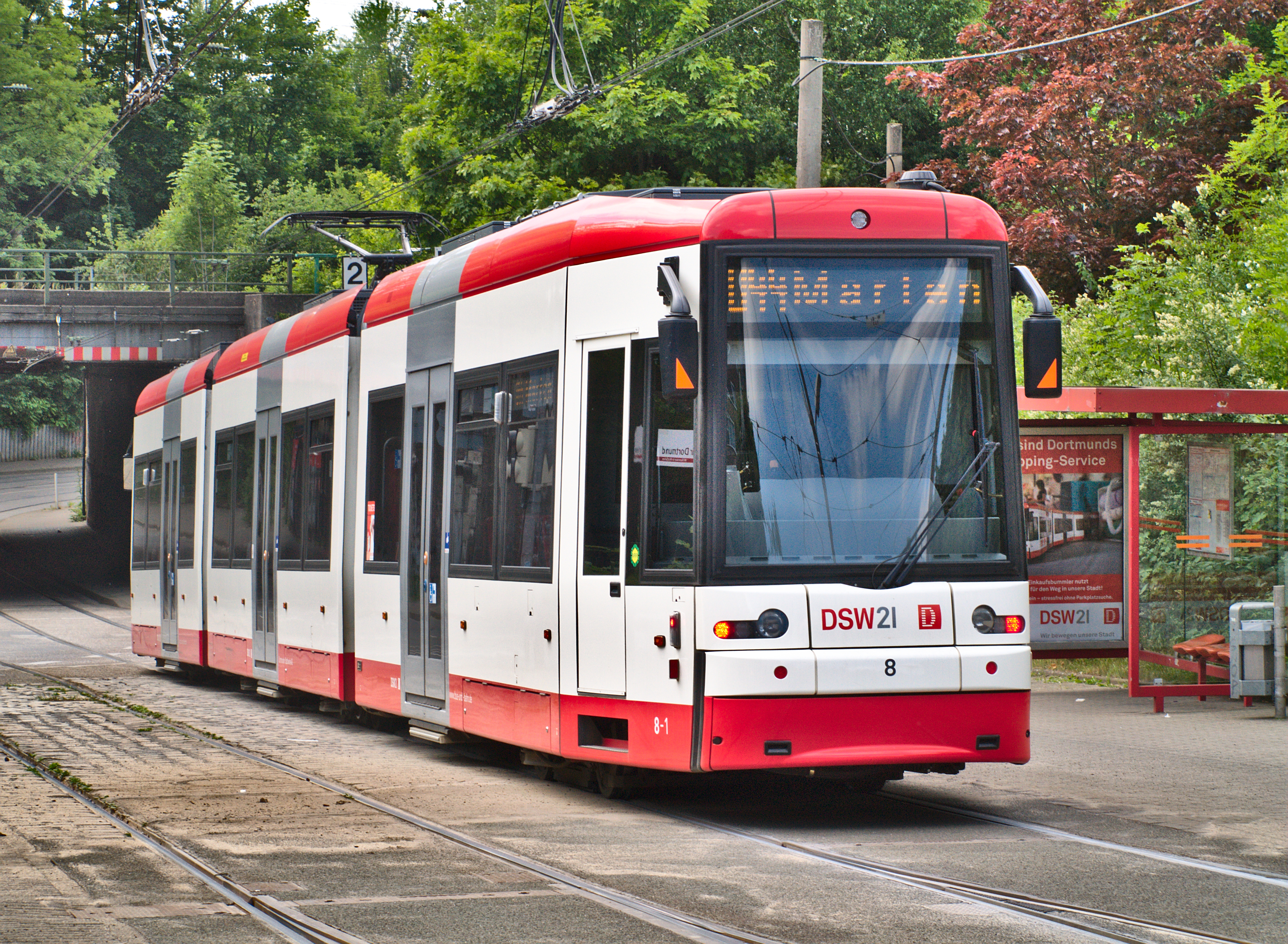
NGT8-Wagen der U44 an der Haltestelle Dorstfeld Betriebshof
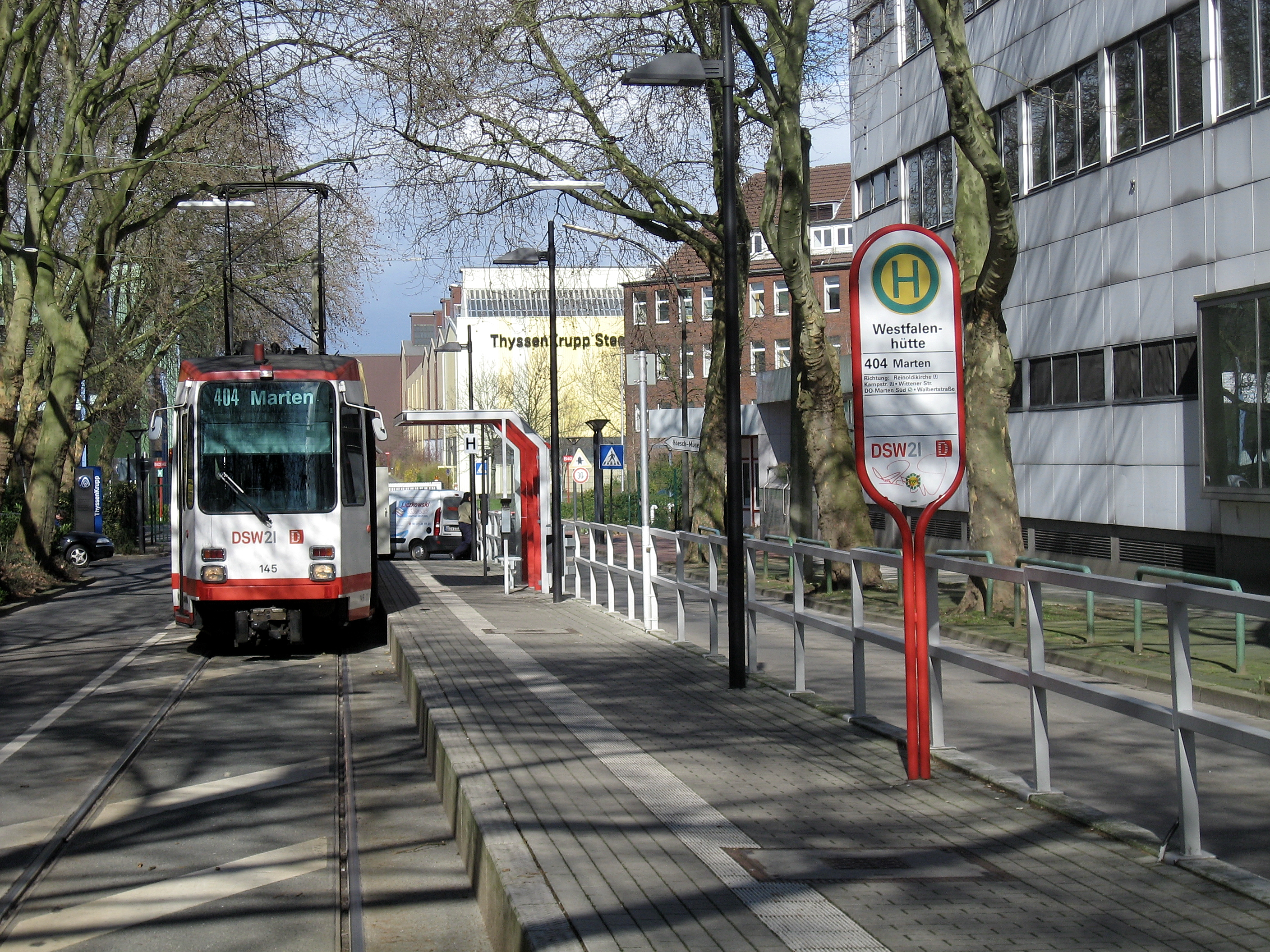
N8C an der Westfalenhütte
Wagen 314 am Remydamm auf der U45
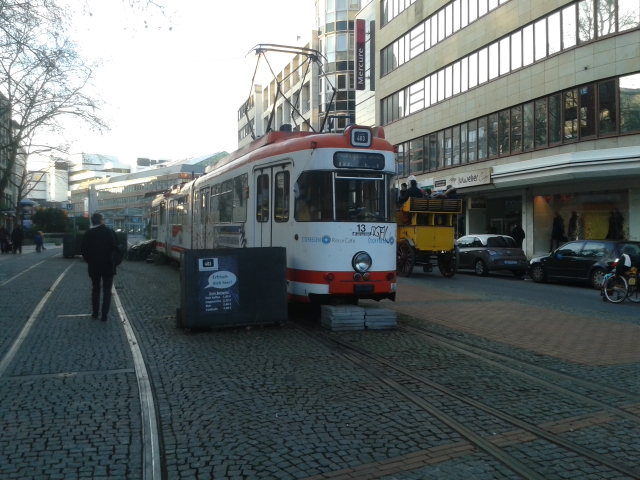
Ehemaliges Café[30] in einem GT8-Wagen auf den seit 2008 stillliegenden Gleisen in der Kampstraße
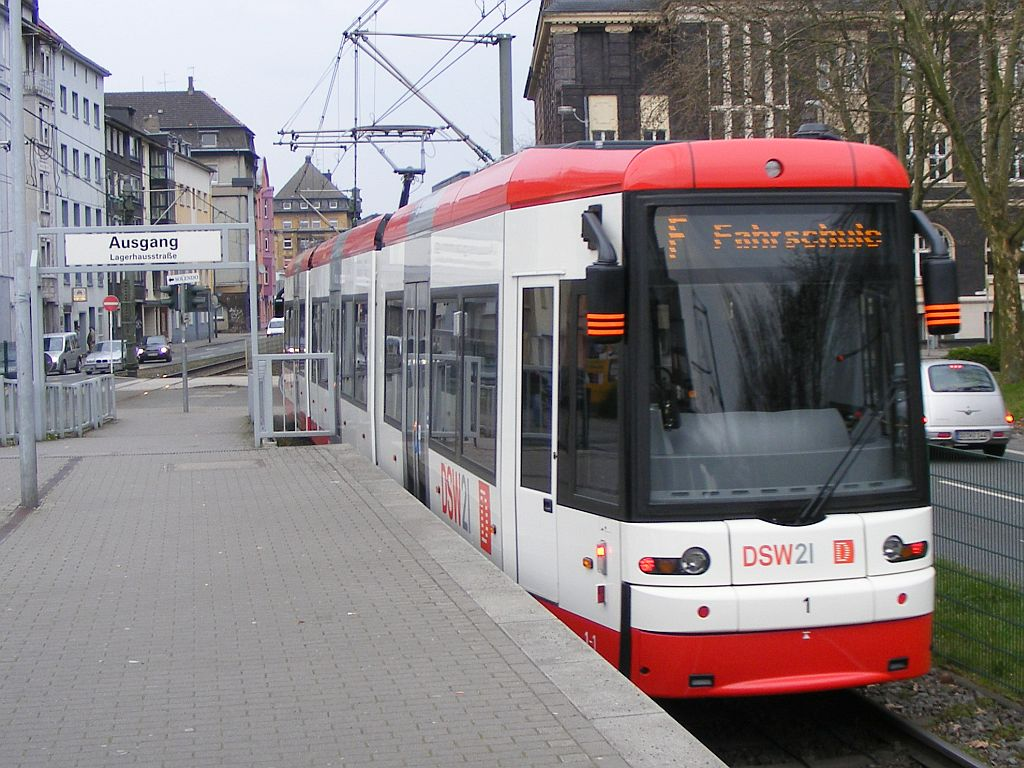
NGT8-Wagen bei Testfahrten (als Fahrschulwagen beschildert) an der Haltestelle Hafen
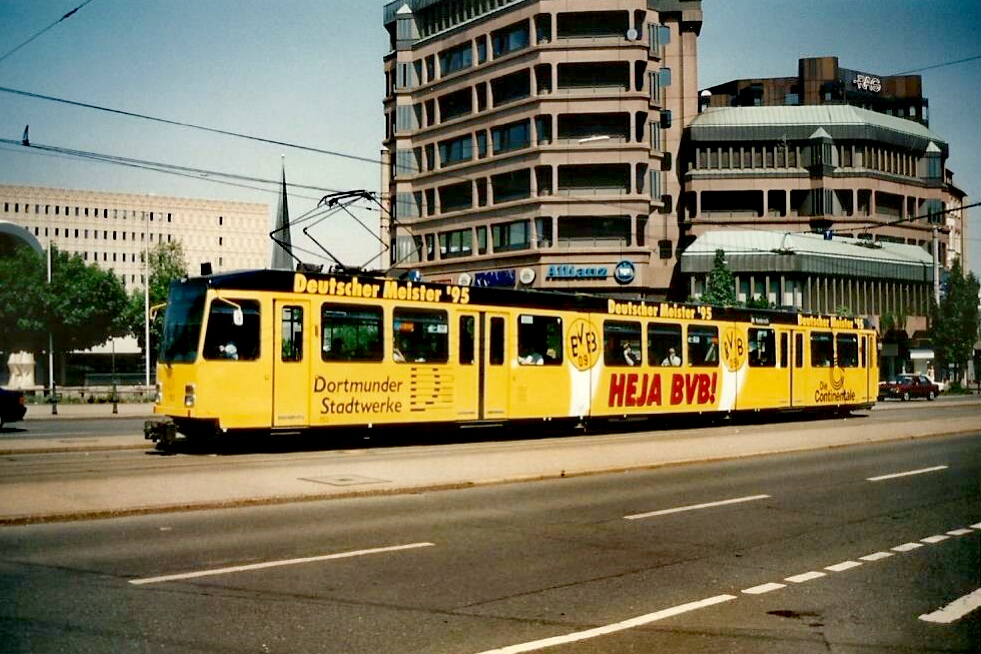
N8C-Wagen 1995 an der Haltestelle Stadtgarten (bis 1992 Stadttheater)